# Seznam sopek Jižní Ameriky
Toto je seznam sopek Jižní Ameriky.

## Argentina
| Název                    | Forma                 | Výška (m) | Souřadnice                       | Poslední erupce | Nejmohutnější erupce (VEI) | Reference     |
| ------------------------ | --------------------- | --------- | -------------------------------- | --------------- | -------------------------- | ------------- |
| Antofagasta de la Sierra | vulkanické pole       | 4 000 (?) | 26°4′48″ j. š., 67°30′ z. d.     | ???             | ???                        | [ 1 ] [ 2 ]   |
| Antofalla                | stratovulkán          | 6 409     | 25°33′ j. š., 67°55′12″ z. d.    | ???             | ???                        | [ 3 ] [ 4 ]   |
| Aracar                   | stratovulkán          | 6 095     | 24°17′17″ j. š., 67°47′28″ z. d. | 1993 (?)        | ???                        | [ 5 ] [ 6 ]   |
| Caldera del Atuel        | kaldera               | 5 189     | 34°39′ j. š., 70°3′ z. d.        | ???             | ???                        | [ 7 ] [ 8 ]   |
| Cerro El Cóndor          | stratovulkán          | 6 532 (?) | 26°37′55″ j. š., 68°21′40″ z. d. | ???             | ???                        | [ 9 ] [ 10 ]  |
| Cerro Tuzgle             | stratovulkán          | 5 486     | 24°3′22″ j. š., 66°28′52″ z. d.  | ???             | ???                        | [ 11 ] [ 12 ] |
| Cerro Volcánico          | sypaný kužel          | 1 930     | 41°16′48″ j. š., 71°39′ z. d.    | Pleistocén      | ???                        |               |
| Cochiquito               | skupina stratovulkánů | 1 435     | 36°44′20″ s. š., 69°50′2″ v. d.  | ???             | ???                        | [ 13 ] [ 14 ] |
| Domuyo                   | stratovulkán          | 4 702     | 36°38′17″ j. š., 70°25′48″ z. d. | ???             | ???                        | [ 15 ] [ 16 ] |
| Huanquihue               | skupina stratovulkánů | 2 139     | 39°53′13″ j. š., 71°34′48″ z. d. | ~1750           | ???                        | [ 17 ] [ 18 ] |
| Lanín                    | stratovulkán          | 3 776 (?) | 39°38′13″ j. š., 71°30′7″ v. d.  | ~560            | ???                        | [ 19 ] [ 20 ] |
| Payún Matru              | vulkanické pole       | 3 715 (?) | 36°25′19″ j. š., 69°14′28″ z. d. | ~5050 př. n. l. | ???                        | [ 21 ] [ 22 ] |
| Peinado                  | stratovulkán          | 5 740     | 26°37′23″ j. š., 68°6′58″ z. d.  | ???             | ???                        | [ 23 ] [ 24 ] |
| Puesto Cortaderas        | pyroklastický kužel   | 970       | 37°34′12″ j. š., 69°37′12″ z. d. | ???             | ???                        | [ 25 ]        |
| Risco Plateado           | stratovulkán          | 4 999     | 34°55′5″ j. š., 69°59′38″ z. d.  | ???             | ???                        | [ 26 ] [ 27 ] |
| Robledo                  | kaldera               | 4 670     | 26°47′20″ j. š., 67°45′54″ z. d. | ~2300 př. n. l. | 7                          | [ 28 ] [ 29 ] |
| Tipas                    | vulkanický komplex    | 6 658     | 27°12′ j. š., 68°33′ z. d.       | ???             | ???                        | [ 30 ] [ 31 ] |
| Trocon                   | lávové dómy           | 2 360 (?) | 37°44′17″ j. š., 70°54′22″ z. d. | ???             | ???                        | [ 32 ] [ 33 ] |
| Tromen                   | stratovulkán          | 4 114 (?) | 37°8′38″ j. š., 70°1′59″ z. d.   | 1822            | 3 (?)                      | [ 34 ] [ 35 ] |
| Viedma                   | subglaciální sopka    | 1 500     | 49°21′36″ j. š., 73°16′48″ z. d. | 1988            | ???                        | [ 36 ]        |

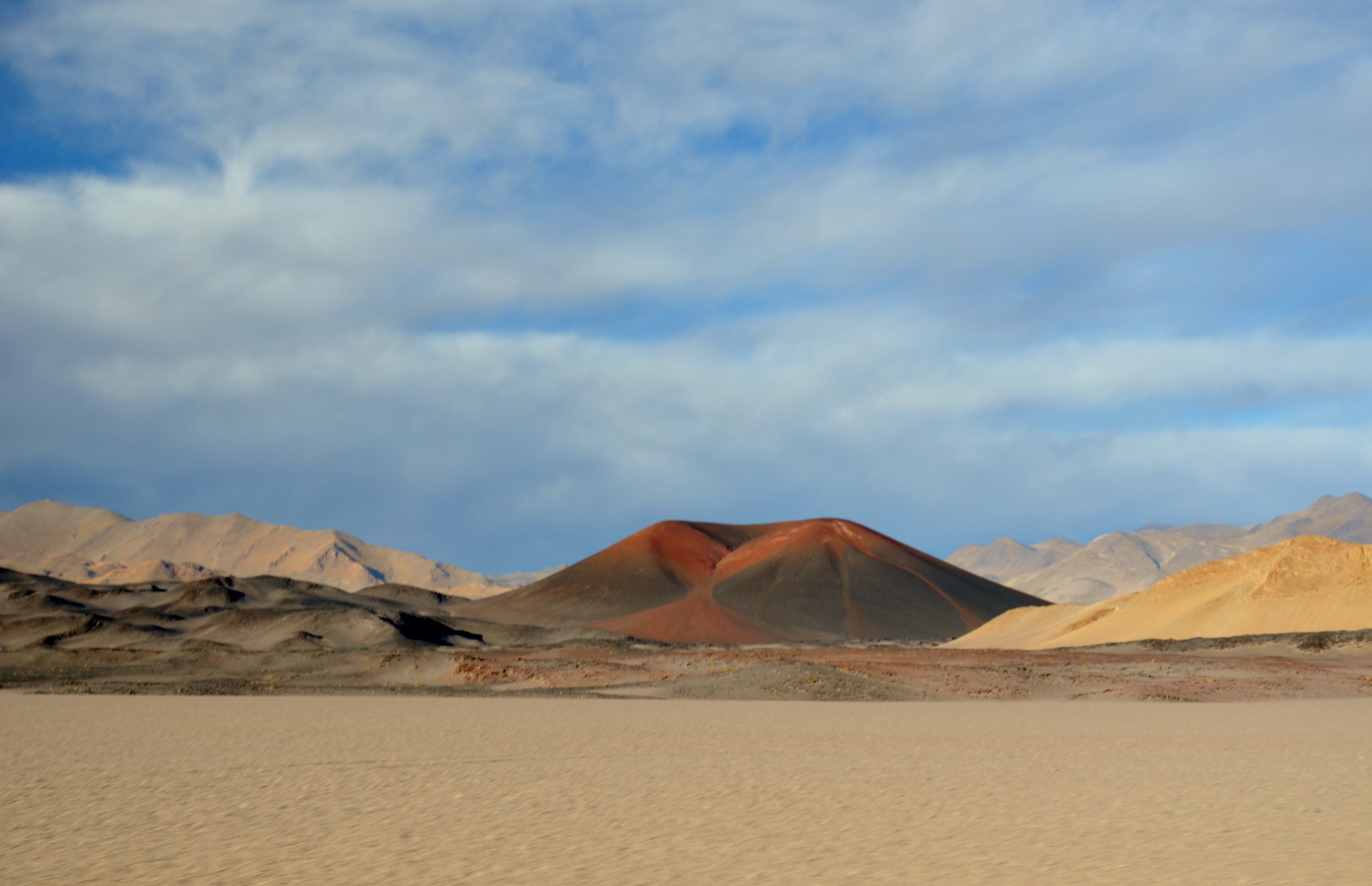
Antofagasta de la Sierra
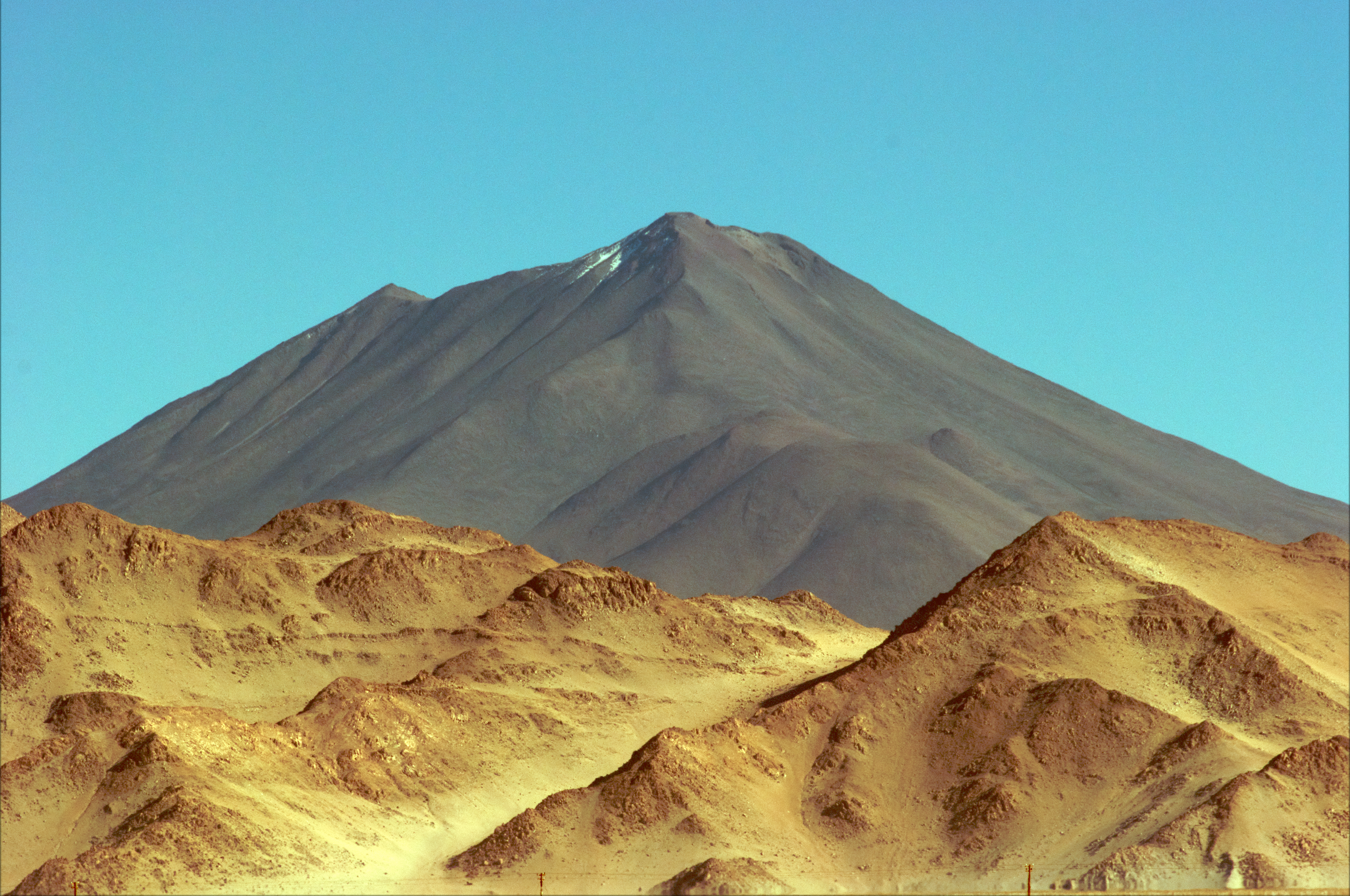
Aracar
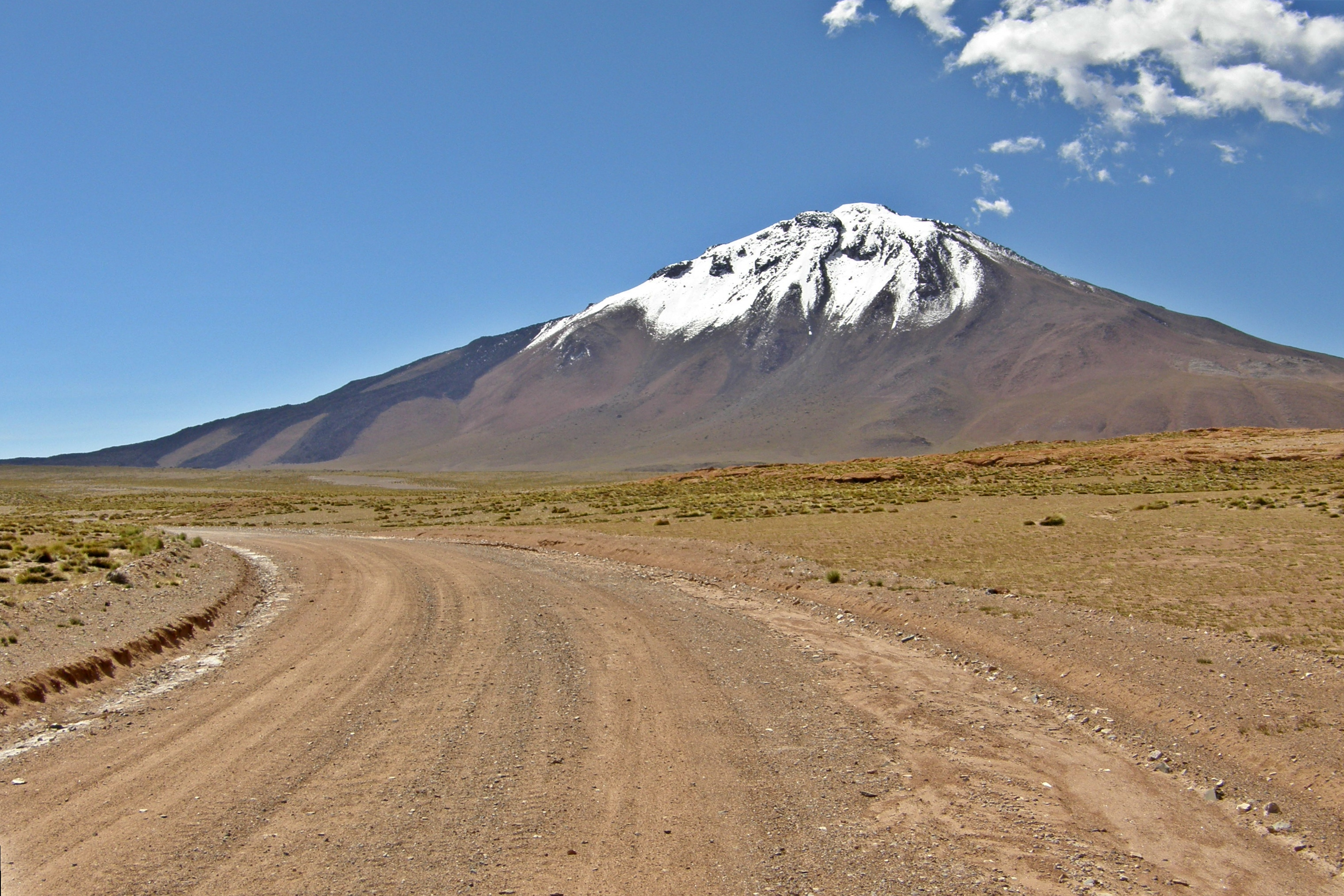
Cerro Tuzgle
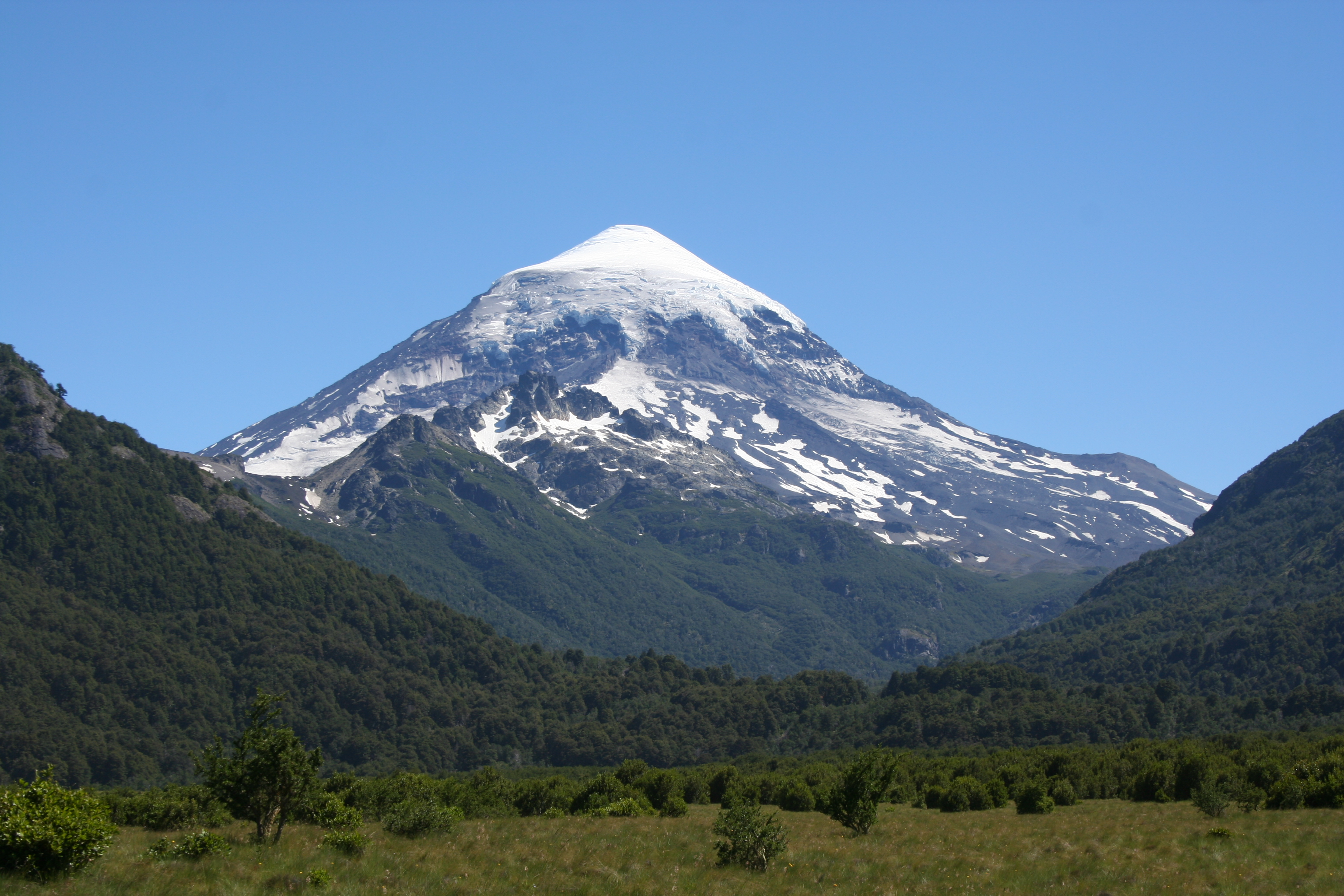
Lanín
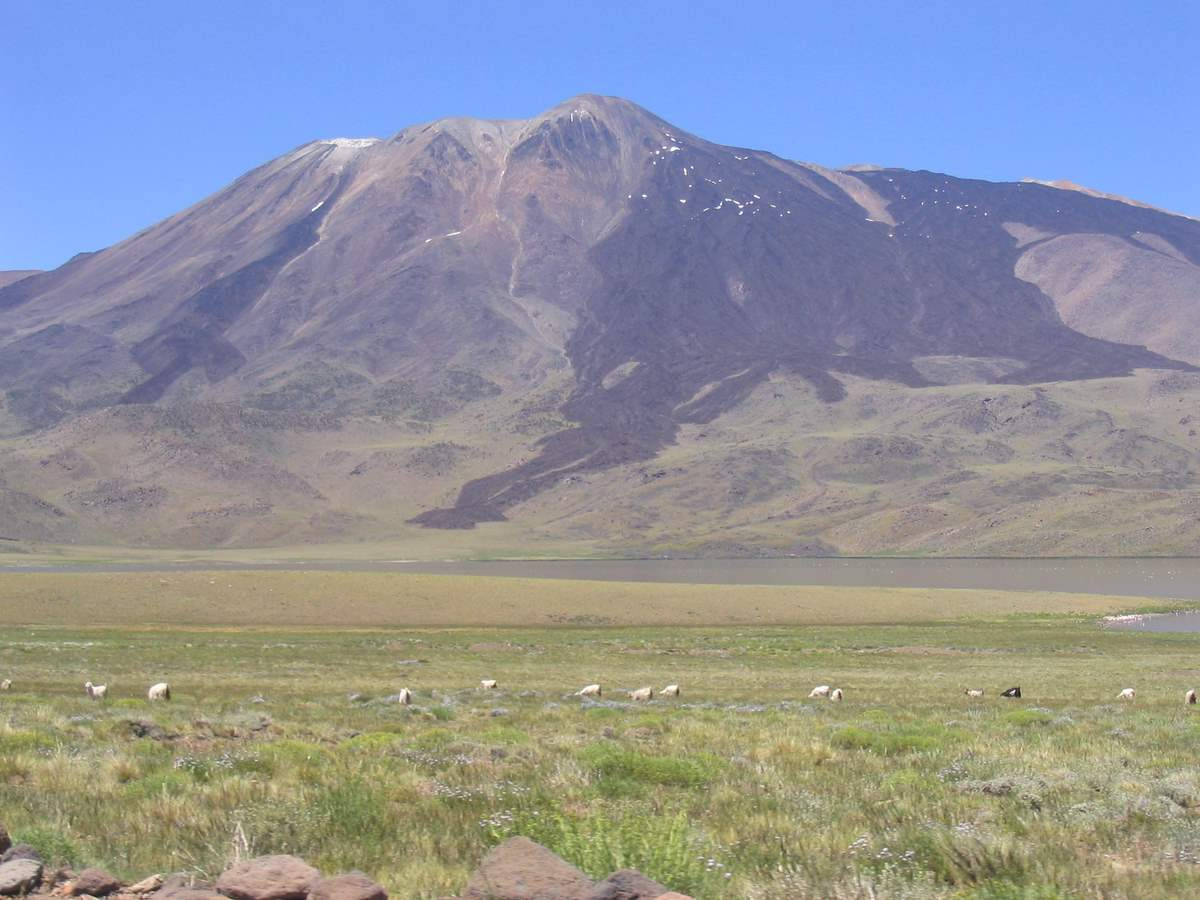
Tromen

## Bolívie

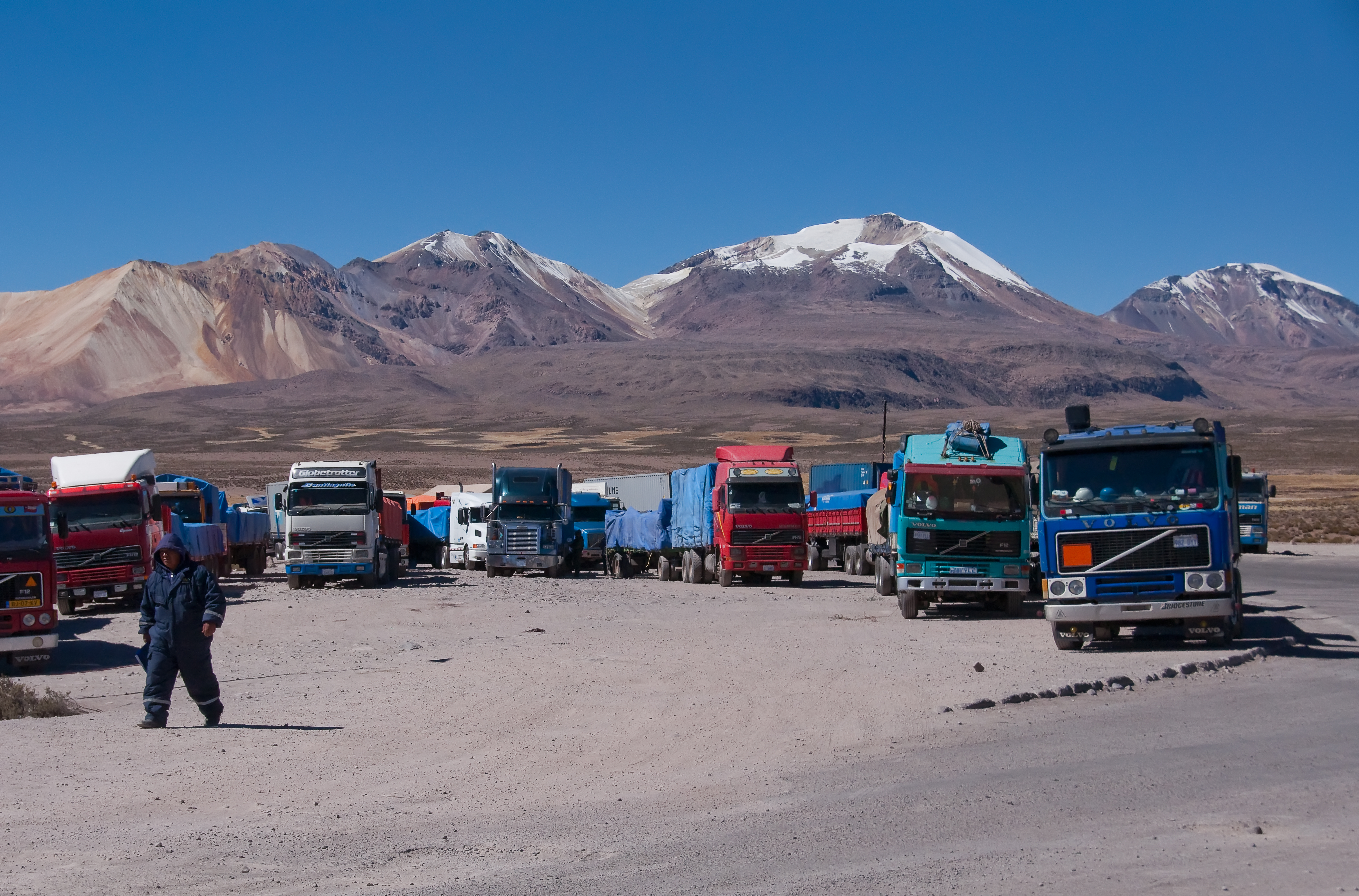
Acotango
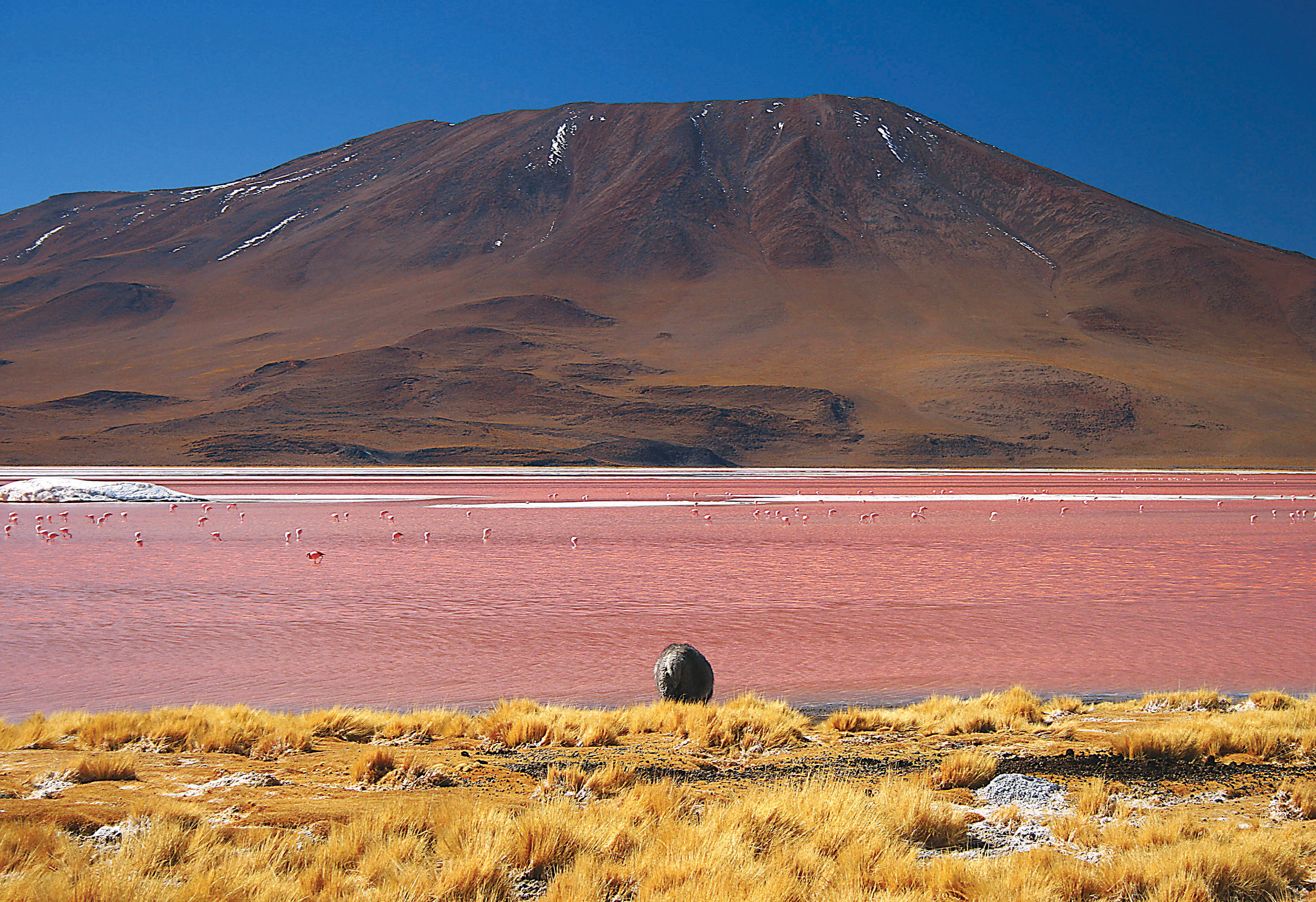
Jorcada
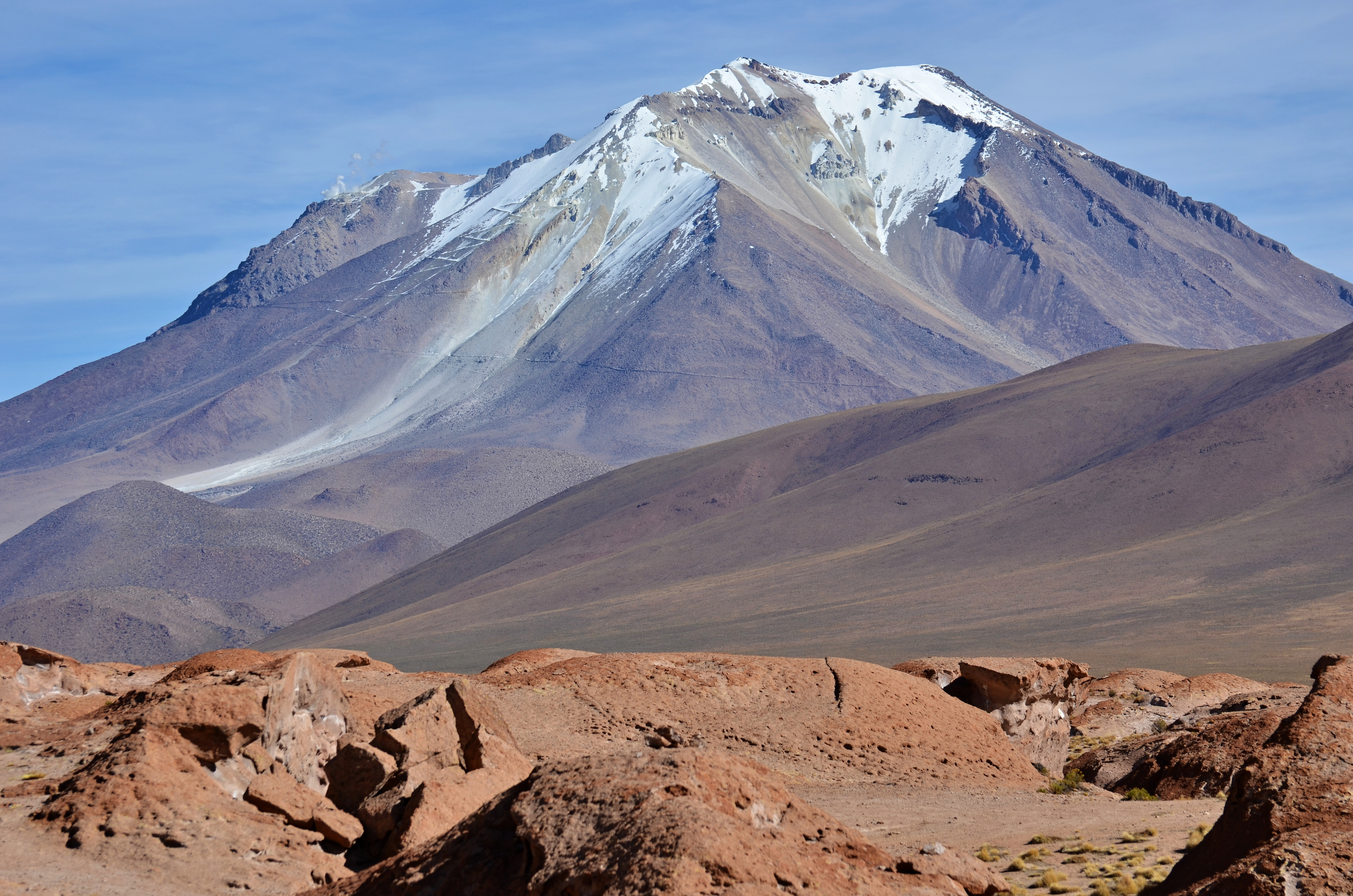
Ollagüe
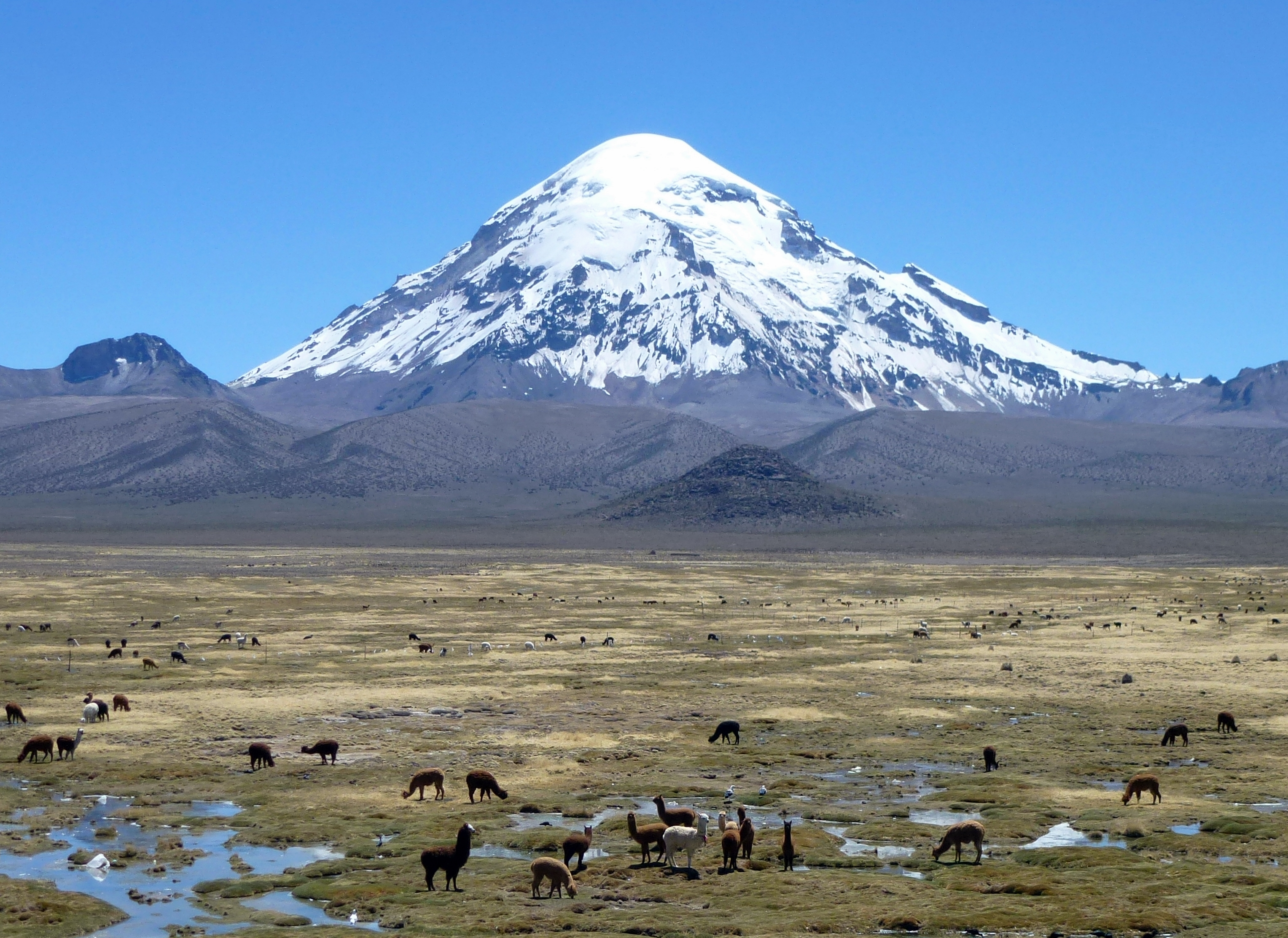
Sajama
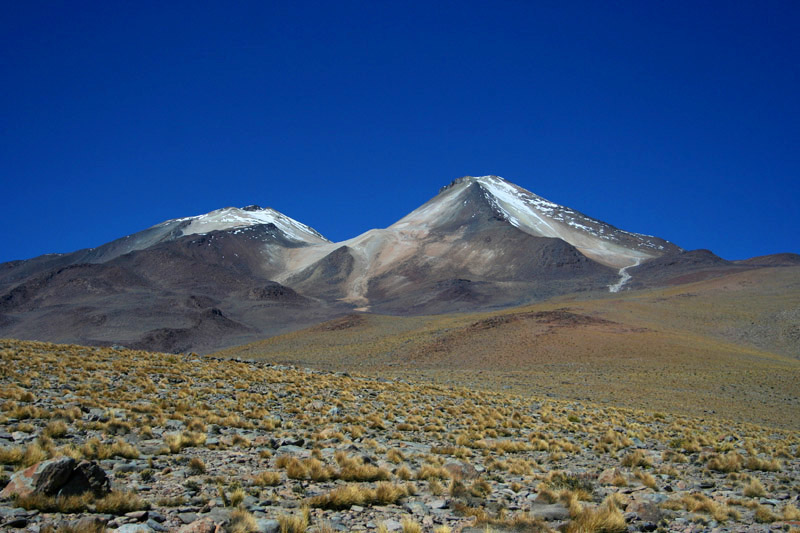
Uturuncu

| Název                | Forma                 | Výška (m) | Souřadnice                       | Poslední erupce   | Nejmohutnější erupce (VEI) | Reference     |
| -------------------- | --------------------- | --------- | -------------------------------- | ----------------- | -------------------------- | ------------- |
| Acotango             | stratovulkán          | 6 052     | 18°22′59″ j. š., 69°2′53″ z. d.  | ???               | ???                        | [ 37 ] [ 38 ] |
| Cabaray              | stratovulkán          | 5 869     | 19°8′49″ j. š., 68°41′52″ z. d.  | ???               | ???                        |               |
| Cerro Colluma        | maar                  | 3 876     | 18°30′54″ j. š., 68°4′30″ z. d.  | ???               | ???                        | [ 39 ]        |
| Cerro Moiro          | pyroklastický kužel   | 4 250     | 21°41′2″ j. š., 67°28′1″ z. d.   | ???               | ???                        | [ 40 ] [ 41 ] |
| Cerro San Augustín   | stratovulkán          | 4 980     | 21°15′ j. š., 67°45′ z. d.       | ???               | ???                        | [ 42 ] [ 43 ] |
| Cerro Santa Isabel   | stratovulkán          | 5 100     | 21°39′5″ j. š., 66°31′13″ z. d.  | 850 př. n. l. (?) | ???                        | [ 44 ]        |
| Cerro Yumia          | sypaný kužel          | 4 050     | 21°30′ j. š., 67°30′ z. d.       | ???               | ???                        | [ 45 ]        |
| Escala               | lávový dóm            | 4 000     | 21°36′ j. š., 66°52′48″ z. d.    | ???               | ???                        | [ 46 ] [ 47 ] |
| Irruputuncu          | stratovulkán          | 5 163     | 20°43′53″ j. š., 68°33′9″ z. d.  | 1995              | 2                          | [ 48 ] [ 49 ] |
| Jorcada              | stratovulkán          | 5 750     | 22°1′30″ j. š., 67°45′50″ z. d.  | ???               | ???                        | [ 50 ] [ 51 ] |
| Laguna Jayu Khota    | skupina maarů         | ~3 650    | 19°27′47″ j. š., 67°25′55″ z. d. | ???               | ???                        | [ 52 ] [ 53 ] |
| Linzor               | stratovulkán          | 5 680     | 22°10′41″ j. š., 67°57′ z. d.    | ???               | ???                        | [ 54 ] [ 55 ] |
| Macizo de Larancagua | stratovulkán          | 5 520     | 18°15′ j. š., 63°32′ z. d. (?)   | ???               | ???                        |               |
| Macizo de Pacuni     | stratovulkán          | 5 400     | 18°19′ j. š., 68°48′ z. d.       | ???               | ???                        |               |
| Nevado Anallajsi     | stratovulkán          | 5 750     | 17°55′44″ j. š., 68°54′36″ z. d. | ???               | ???                        | [ 56 ] [ 57 ] |
| Nevado del Sajama    | stratovulkán          | 6 542     | 18°6′29″ j. š., 68°52′59″ z. d.  | ???               | ???                        | [ 58 ] [ 59 ] |
| Nuevo Mundo          | lávové dómy           | 5 438     | 19°46′48″ j. š., 66°28′48″ z. d. | ???               | ???                        | [ 60 ] [ 61 ] |
| Olca-Paruma          | skupina stratovulkánů | 5 705 (?) | 20°56′42″ j. š., 68°27′36″ z. d. | 1867 (?)          | ???                        | [ 62 ] [ 63 ] |
| Ollagüe              | stratovulkán          | 5 868     | 21°18′9″ j. š., 68°10′44″ z. d.  | ???               | ???                        | [ 64 ] [ 65 ] |
| Pampa Luxsar         | vulkanické pole       | 5 543     | 20°51′ j. š., 68°12′ z. d.       | ???               | ???                        | [ 66 ] [ 67 ] |
| Patilla Pata         | stratovulkán          | 5 300     | 18°3′ j. š., 69°1′48″ z. d.      | ???               | ???                        | [ 68 ] [ 69 ] |
| Quetena              | trhlinová sopka       | 5 730     | 22°15′40″ j. š., 67°24′56″ z. d. | ???               | ???                        | [ 70 ] [ 71 ] |
| Sacabaya             | štítová sopka         | 4 215     | 18°37′12″ j. š., 68°45′ z. d.    | ???               | ???                        | [ 72 ] [ 73 ] |
| Tata Sabaya          | stratovulkán          | 5 430     | 19°8′6″ j. š., 68°31′30″ z. d.   | ???               | ???                        | [ 74 ] [ 75 ] |
| Uturuncu             | stratovulkán          | 6 008     | 22°15′50″ j. š., 67°11′13″ z. d. | ???               | ???                        | [ 76 ]        |

- Acotango
- Jorcada
- Ollagüe
- Sajama
- Uturuncu

## Chile
| Název                     | Forma                   | Výška (m) | Souřadnice                       | Poslední erupce | Nejmohutnější erupce (VEI) | Reference       |
| ------------------------- | ----------------------- | --------- | -------------------------------- | --------------- | -------------------------- | --------------- |
| Acamarachi                | stratovulkán            | 6 046     | 23°17′31″ j. š., 67°37′8″ z. d.  | ???             | ???                        | [ 77 ] [ 78 ]   |
| Aguilera                  | stratovulkán            | 2 546     | 50°19′48″ j. š., 73°45′ z. d.    | ~1253 př. n. l. | 5                          | [ 79 ] [ 80 ]   |
| Antillanca                | vulkanický komplex      | 1 990     | 40°46′37″ j. š., 72°9′18″ z. d.  | ~230 př. n. l.  | 5                          | [ 81 ] [ 82 ]   |
| Antuco                    | stratovulkán            | 2 979     | 37°24′37″ j. š., 71°21′5″ z. d.  | 1869            | 3                          | [ 83 ] [ 84 ]   |
| Arintica                  | stratovulkán            | 5 597     | 18°44′44″ j. š., 69°2′50″ z. d.  | ???             | ???                        | [ 85 ] [ 86 ]   |
| Aucanquilcha              | stratovulkán            | 6 176     | 21°13′16″ j. š., 68°28′7″ z. d.  | ???             | ???                        | [ 87 ] [ 88 ]   |
| Caburgua-Huelemolle       | sypané kužele           | 1 496     | 39°15′ j. š., 71°42′ z. d.       | ~5050 př. n. l. | ???                        | [ 89 ] [ 90 ]   |
| Caichinque                | vulkanický komplex      | 4 450     | 23°56′56″ j. š., 67°44′20″ z. d. | ???             | ???                        | [ 91 ] [ 92 ]   |
| Calabozos                 | kaldera                 | 3 508     | 35°33′29″ j. š., 70°29′46″ z. d. | ???             | ???                        | [ 93 ] [ 94 ]   |
| Calbuco                   | stratovulkán            | 2 015     | 41°19′52″ j. š., 72°36′29″ z. d. | 2015            | 5                          | [ 95 ] [ 96 ]   |
| Callaqui                  | stratovulkán            | 3 164     | 37°55′37″ j. š., 71°26′53″ z. d. | 2012 (?)        | 2                          | [ 97 ] [ 98 ]   |
| Carrán-Los Venados        | vulkanický komplex      | 1 114     | 40°21′ j. š., 72° z. d.          | 1979            | 4                          | [ 99 ] [ 100 ]  |
| Cay                       | stratovulkán            | 2 090     | 45°3′37″ j. š., 72°59′10″ z. d.  | ???             | ???                        | [ 101 ] [ 102 ] |
| Cayutué-La Viguería       | vulkanické pole         | 506       | 41°14′50″ j. š., 72°16′53″ z. d. | ~190 př. n. l.  | ???                        | [ 103 ] [ 104 ] |
| Cerro Azul                | stratovulkán            | 3 788     | 35°39′22″ j. š., 70°45′47″ z. d. | 1967            | 5                          | [ 105 ] [ 106 ] |
| Cerro Bayo                | vulkanický komplex      | 5 401     | 25°24′52″ j. š., 68°35′24″ z. d. | ???             | ???                        | [ 107 ] [ 108 ] |
| Cerro del Azufre          | stratovulkán            | 5 846     | 21°46′59″ j. š., 68°14′20″ z. d. | ???             | ???                        | [ 109 ] [ 110 ] |
| Cerro del Leon            | stratovulkán            | 5 760     | 22°8′29″ j. š., 68°6′23″ z. d.   | ???             | ???                        | [ 111 ] [ 112 ] |
| Cerro Escorial            | stratovulkán            | 5 451 (?) | 25°4′57″ j. š., 68°21′58″ z. d.  | ???             | ???                        | [ 113 ] [ 114 ] |
| Cerro Hudson              | stratovulkán            | 1 905     | 45°55′12″ j. š., 72°53′6″ z. d.  | 2011            | 6                          | [ 115 ] [ 116 ] |
| Cerro Pantoja             | stratovulkán            | 2 024     | 40°46′5″ j. š., 71°56′35″ z. d.  | ???             | ???                        | [ 117 ] [ 118 ] |
| Cerro Pina                | ???                     | 4 037     | 23°50′6″ j. š., 67°57′4″ z. d.   | ???             | ???                        | [ 119 ] [ 120 ] |
| Cerro Tujle               | maar                    | 3 550     | 23°50′8″ j. š., 67°57′5″ z. d.   | ???             | ???                        | [ 119 ] [ 120 ] |
| Cerros de Tocorpuri       | stratovulkán            | 5 808     | 22°26′24″ j. š., 67°53′24″ z. d. | ???             | ???                        | [ 121 ] [ 122 ] |
| Colachi                   | stratovulkán            | 5 631     | 23°14′28″ j. š., 67°38′46″ z. d. | ???             | ???                        | [ 123 ] [ 124 ] |
| Copahue                   | stratovulkán            | 2 997     | 37°51′32″ j. š., 71°10′59″ z. d. | 2021            | 2                          | [ 125 ] [ 126 ] |
| Copiapó                   | stratovulkán            | 6 052     | 27°18′22″ j. š., 69°7′52″ z. d.  | ???             | ???                        | [ 127 ] [ 128 ] |
| Corcovado                 | stratovulkán            | 2 300     | 43°11′39″ j. š., 72°47′38″ z. d. | 1835 (?)        | ???                        | [ 129 ] [ 130 ] |
| Cordón de Puntas Negras   | vulkanický komplex      | 5 852     | 23°44′24″ j. š., 67°31′48″ z. d. | ???             | ???                        | [ 131 ] [ 132 ] |
| Cordón del Azufe          | vulkanický komplex      | 5 463     | 25°20′6″ j. š., 68°31′26″ z. d.  | ???             | ???                        | [ 133 ] [ 134 ] |
| Cuernos del Diablo        | stratovulkán            | 1 862     | 41°21′47″ j. š., 72°0′18″ z. d.  | ???             | ???                        | [ 135 ] [ 136 ] |
| Descabezado Grande        | stratovulkán            | 3 953     | 35°35′10″ j. š., 70°45′7″ z. d.  | 1933            | ???                        | [ 137 ] [ 138 ] |
| El Negrillar              | vulkanické pole         | 3 500     | 24°10′48″ j. š., 68°15′ z. d.    | ???             | ???                        | [ 139 ] [ 140 ] |
| El Solo                   | stratovulkán            | 6 190     | 27°6′18″ j. š., 68°42′47″ z. d.  | ???             | ???                        | [ 141 ] [ 142 ] |
| El Volcán                 | stratovulkán            | 5 100     | 22°19′41″ j. š., 67°57′40″ z. d. | ???             | ???                        | [ 143 ] [ 144 ] |
| Falso Azufre              | vulkanický komplex      | 5 906     | 26°48′ j. š., 68°22′12″ z. d.    | ???             | ???                        | [ 145 ] [ 146 ] |
| Fueguino                  | vulkanický komplex      | ~150      | 54°58′23″ j. š., 70°16′16″ z. d. | 1820            | 2 (?)                      | [ 147 ] [ 148 ] |
| Guallatiri                | stratovulkán            | 6 071     | 18°25′12″ j. š., 69°5′31″ z. d.  | 1985 (?)        | 2                          | [ 149 ] [ 150 ] |
| Guayaques                 | lávové dómy             | 5 598     | 22°53′53″ j. š., 67°34′1″ z. d.  | ???             | ???                        | [ 151 ] [ 152 ] |
| Hornopirén                | stratovulkán            | 1 572     | 41°52′44″ j. š., 72°26′ z. d.    | 1835 (?)        | 4                          | [ 153 ] [ 154 ] |
| Hualiaque                 | pyroklastický kužel     | 1 210     | 41°52′55″ j. š., 72°35′17″ z. d. | ~590 př. n. l.  | 4                          | [ 155 ] [ 156 ] |
| Huequi                    | stratovulkán            | 1 318     | 42°22′53″ j. š., 72°34′55″ z. d. | 1920 (?)        | 3 (?)                      | [ 157 ] [ 158 ] |
| Chaitén                   | stratovulkán            | 1 122     | 42°50′6″ j. š., 72°39′ z. d.     | 2011            | 5                          | [ 159 ] [ 160 ] |
| Chiliques                 | stratovulkán            | 5 778     | 23°34′41″ j. š., 67°42′7″ z. d.  | ???             | ???                        | [ 161 ] [ 162 ] |
| Isluga                    | stratovulkán            | 5 550     | 19°9′14″ j. š., 68°49′48″ z. d.  | 1960 (?)        | 2                          | [ 163 ] [ 164 ] |
| La Negrillar              | pyroklastické kužele    | 4 109     | 24°16′48″ j. š., 68°36′ z. d.    | ???             | ???                        | [ 139 ] [ 165 ] |
| Laguna del Maule          | kaldera                 | 3 092     | 36°1′12″ j. š., 70°34′48″ z. d.  | ~50 př. n. l.   | ???                        | [ 166 ] [ 167 ] |
| Laguna Mariñaqui          | sypané kužele           | 2 143     | 38°16′12″ j. š., 71°6′ z. d.     | ???             | ???                        | [ 168 ] [ 169 ] |
| Laguna Verde              | stratovulkán            | 5 464     | 23°15′18″ j. š., 67°42′43″ z. d. | ???             | ???                        | [ 170 ] [ 171 ] |
| Lascar                    | stratovulkán            | 5 592     | 23°22′5″ j. š., 67°44′13″ z. d.  | 2023            | 4                          | [ 172 ] [ 173 ] |
| Lastarria                 | stratovulkán            | 5 706     | 25°10′8″ j. š., 68°30′25″ z. d.  | ???             | ???                        | [ 174 ] [ 175 ] |
| Lautaro                   | stratovulkán            | 3 607 (?) | 49°1′8″ j. š., 73°30′18″ z. d.   | 1979            | 2                          | [ 176 ] [ 177 ] |
| Licancabur                | stratovulkán            | 5 916     | 22°50′2″ j. š., 67°53′2″ z. d.   | ???             | ???                        | [ 178 ] [ 179 ] |
| Llaima                    | stratovulkán            | 3 125     | 38°41′46″ j. š., 71°43′48″ z. d. | 2009            | 5                          | [ 180 ] [ 181 ] |
| Llullaillaco              | stratovulkán            | 6 739     | 24°43′12″ j. š., 68°32′13″ z. d. | 1877            | 2                          | [ 182 ] [ 183 ] |
| Lomas Blancas             | stratovulkán            | 2 268     | 36°17′28″ j. š., 71°0′36″ z. d.  | ???             | ???                        | [ 184 ] [ 185 ] |
| Lonquimay                 | stratovulkán            | 2 865     | 38°22′44″ j. š., 71°35′24″ z. d. | 1990            | 3                          | [ 186 ] [ 187 ] |
| Maca                      | stratovulkán            | 2 960     | 45°6′25″ j. š., 73°10′1″ z. d.   | ~1560           | ???                        | [ 188 ] [ 189 ] |
| Maipo                     | kaldera                 | 5 264     | 34°9′50″ j. š., 69°50′6″ z. d.   | 1912            | 2                          | [ 190 ] [ 191 ] |
| Melimoyu                  | stratovulkán            | 2 400     | 44°4′34″ j. š., 72°51′36″ z. d.  | ~200            | ???                        | [ 192 ] [ 193 ] |
| Mencheca                  |                         | 1 840     |                                  | holocén         |                            |                 |
| Mentolat                  | stratovulkán            | 1 660     | 44°41′31″ j. š., 73°4′34″ z. d.  | ~1710           | ???                        | [ 194 ] [ 195 ] |
| Michinmávida              | stratovulkán            | 2 452     | 42°48′ j. š., 72°26′42″ z. d.    | ~1915 (?)       | 6                          | [ 196 ]         |
| Miñiques                  | stratovulkán            | 5 910     | 23°49′1″ j. š., 67°45′29″ z. d.  | ???             | ???                        | [ 197 ] [ 198 ] |
| Mocho-Choshuenco          | vulkanický komplex      | 2 422     | 39°55′12″ j. š., 72°2′6″ z. d.   | 1937            | 2                          | [ 199 ] [ 200 ] |
| Monte Burney              | stratovulkán            | 1 758     | 52°19′37″ j. š., 73°22′12″ z. d. | 1910            | 5                          | [ 201 ] [ 202 ] |
| Nevado de Incahuasi       | vulkanický komplex      | 6 621     | 27°2′13″ j. š., 68°17′49″ z. d.  | ???             | ???                        | [ 203 ] [ 204 ] |
| Nevado de Longaví         | stratovulkán            | 3 242     | 36°11′49″ j. š., 71°9′50″ z. d.  | ~4890 př. n. l. | ???                        | [ 205 ] [ 206 ] |
| Nevados de Chillán        | stratovulkán            | 3 212     | 36°49′44″ j. š., 71°24′36″ z. d. | 2022            | 3                          | [ 207 ] [ 208 ] |
| Nevados Ojos del Salado   | stratovulkán            | 6 887     | 27°6′36″ j. š., 68°32′24″ z. d.  | 1993 (?)        | ???                        | [ 209 ] [ 210 ] |
| Osorno                    | stratovulkán            | 2 652     | 41°6′18″ j. š., 72°29′49″ z. d.  | 1869            | 4 (?)                      | [ 211 ] [ 212 ] |
| Pali-Aike                 | vulkanické pole         | 282       | 52° j. š., 70° z. d.             | ~5550 př. n. l. | ???                        | [ 213 ] [ 214 ] |
| Palena                    | sypané kužele           | ???       | 43°46′48″ j. š., 72°28′12″ z. d. | holocén         | ???                        | [ 215 ]         |
| Palomo                    | stratovulkán            | 4 860     | 34°36′40″ j. š., 70°17′49″ z. d. | ???             | ???                        | [ 216 ] [ 217 ] |
| Paniri                    | stratovulkán            | 5 946     | 22°3′32″ j. š., 68°13′41″ z. d.  | ???             | ???                        | [ 218 ] [ 219 ] |
| Parinacota                | stratovulkán            | 6 348 (?) | 18°9′47″ j. š., 69°8′35″ z. d.   | ~290            | ???                        | [ 220 ] [ 221 ] |
| Planchón-Peteroa          | vulkanický komplex      | 4 107     | 35°14′24″ j. š., 70°34′12″ z. d. | 2019            | 4                          | [ 222 ] [ 223 ] |
| Pular                     | skupina stratovulkánů   | 6 233     | 24°11′24″ j. š., 68°3′ z. d.     | 1990 (?)        | ???                        | [ 224 ] [ 225 ] |
| Puntiagudo-Cordón Cenizos | stratovulkán            | 2 493     | 40°57′36″ j. š., 72°14′24″ z. d. | 1930 (?)        | 1                          | [ 226 ] [ 227 ] |
| Purico                    | vulkanický komplex      | 5 703     | 23° j. š., 67°45′ z. d.          | ???             | ???                        | [ 228 ] [ 229 ] |
| Putana                    | stratovulkán            | 5 890     | 22°33′25″ j. š., 67°51′7″ z. d.  | 1972 (?)        | ???                        | [ 230 ] [ 231 ] |
| Puyehue-Cordón Caulle     | stratovulkán            | 2 236     | 40°34′59″ j. š., 72°6′43″ z. d.  | 2012            | 5                          | [ 232 ] [ 233 ] |
| Puyuhuapi                 | sypané kužele           | 524       | 44°18′ j. š., 72°31′48″ z. d.    | ???             | ???                        | [ 234 ] [ 235 ] |
| Quetrupillan              | stratovulkán            | 2 360     | 39°29′53″ j. š., 71°43′1″ z. d.  | 1872 (?)        | 4                          | [ 236 ] [ 237 ] |
| Reclus                    | sypaný kužel            | 1 000     | 50°57′36″ j. š., 73°35′24″ z. d. | 1908            | 2                          | [ 238 ] [ 239 ] |
| Resago                    | sypaný kužel            | 1 890     | 36°27′36″ j. š., 70°54′18″ z. d. | ???             | ???                        | [ 240 ] [ 241 ] |
| Robinson Crusoe           | skupina štítových sopek | 922       | 33°39′18″ j. š., 78°51′ z. d.    | ???             | ???                        | [ 242 ] [ 243 ] |
| Sairecabur                | stratovulkán            | 5 971     | 22°43′8″ j. š., 67°53′24″ z. d.  | ???             | ???                        | [ 244 ] [ 245 ] |
| San Félix                 | štítová sopka           | 159       | 26°17′35″ j. š., 80°6′36″ z. d.  | ???             | ???                        | [ 246 ] [ 247 ] |
| San José                  | stratovulkán            | 5 856     | 33°47′24″ j. š., 69°54′ z. d.    | 1960            | 2                          | [ 248 ] [ 249 ] |
| San Pedro                 | stratovulkán            | 6 145 (?) | 21°53′24″ j. š., 68°23′24″ z. d. | ???             | ???                        | [ 250 ] [ 251 ] |
| San Pedro-Pellado         | stratovulkán            | 3 621     | 35°59′35″ j. š., 70°51′4″ z. d.  | ???             | ???                        | [ 252 ] [ 253 ] |
| Sierra Nevada             | stratovulkán            | 2 554     | 38°34′48″ j. š., 71°35′17″ z. d. | ???             | ???                        | [ 254 ] [ 255 ] |
| Socompa                   | stratovulkán            | 6 051     | 24°23′46″ j. š., 68°14′42″ z. d. | ~5250 př. n. l. | ???                        | [ 256 ] [ 257 ] |
| Sollipulli                | kaldera                 | 2 282     | 38°58′12″ j. š., 71°31′12″ z. d. | ~1240           | 5                          | [ 258 ] [ 259 ] |
| Taapaca                   | vulkanický komplex      | 5 860     | 18°6′ j. š., 69°30′ z. d.        | ~320 př. n. l.  | ???                        | [ 260 ] [ 261 ] |
| Tacora                    | stratovulkán            | 5 980     | 17°43′12″ j. š., 69°46′19″ z. d. | 1937 (?)        | ???                        | [ 262 ] [ 263 ] |
| Tilocalar                 | vulkanický komplex      | 3 109     | 23°58′12″ j. š., 68°7′48″ z. d.  | ???             | ???                        | [ 264 ] [ 265 ] |
| Tinguiririca              | stratovulkán            | 4 280     | 34°48′58″ j. š., 70°21′11″ z. d. | 1994 (?)        | 1 (?)                      | [ 266 ] [ 267 ] |
| Tolguaca                  | stratovulkán            | 2 806     | 38°18′54″ j. š., 71°38′56″ z. d. | 4000 př. n. l.  | 3                          | [ 268 ] [ 269 ] |
| Tupungatito               | stratovulkán            | 5 660 (?) | 33°23′24″ j. š., 69°49′12″ z. d. | 1987            | 2                          | [ 270 ] [ 271 ] |
| Villarrica                | stratovulkán            | 2 847     | 39°25′12″ j. š., 71°56′24″ z. d. | 2023            | 5                          | [ 272 ] [ 273 ] |
| Yanteles                  | stratovulkán            | 2 042     | 43°30′11″ j. š., 72°48′50″ z. d. | 1835 (?)        | ???                        | [ 274 ] [ 275 ] |
| Yate                      | stratovulkán            | 2 187     | 41°45′32″ j. š., 72°23′56″ z. d. | ~1090           | ???                        | [ 276 ] [ 277 ] |

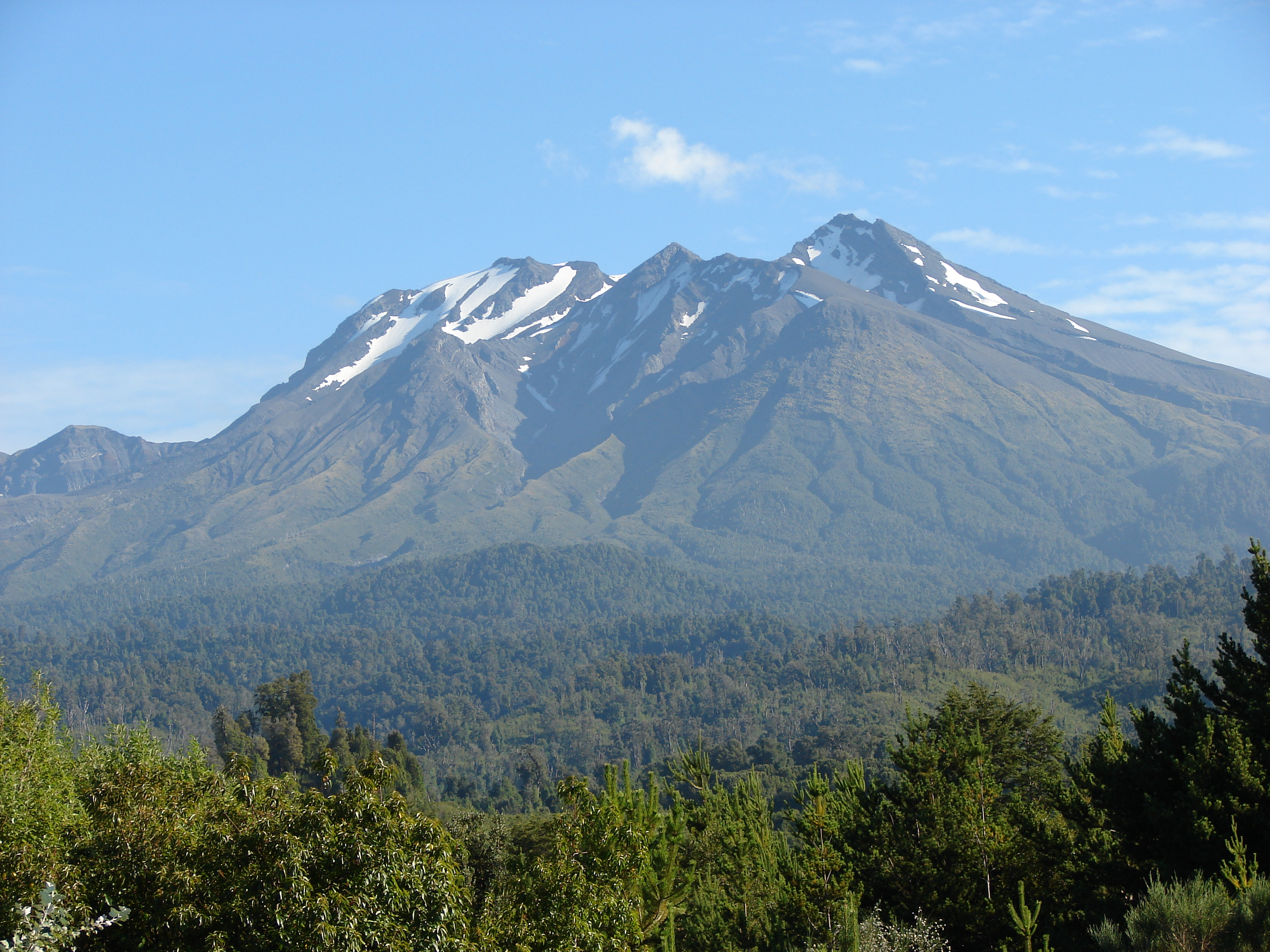
Calbuco
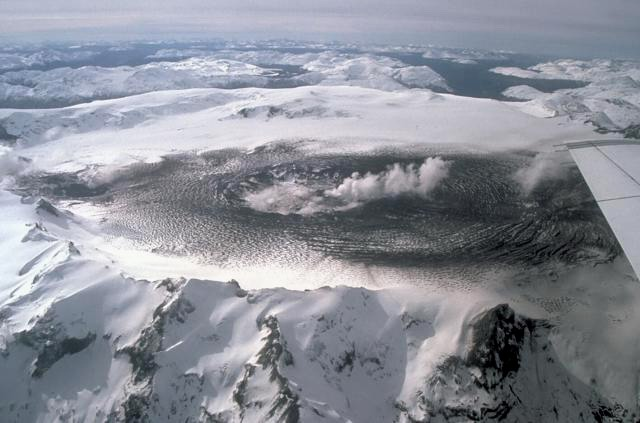
Cerro Hudson
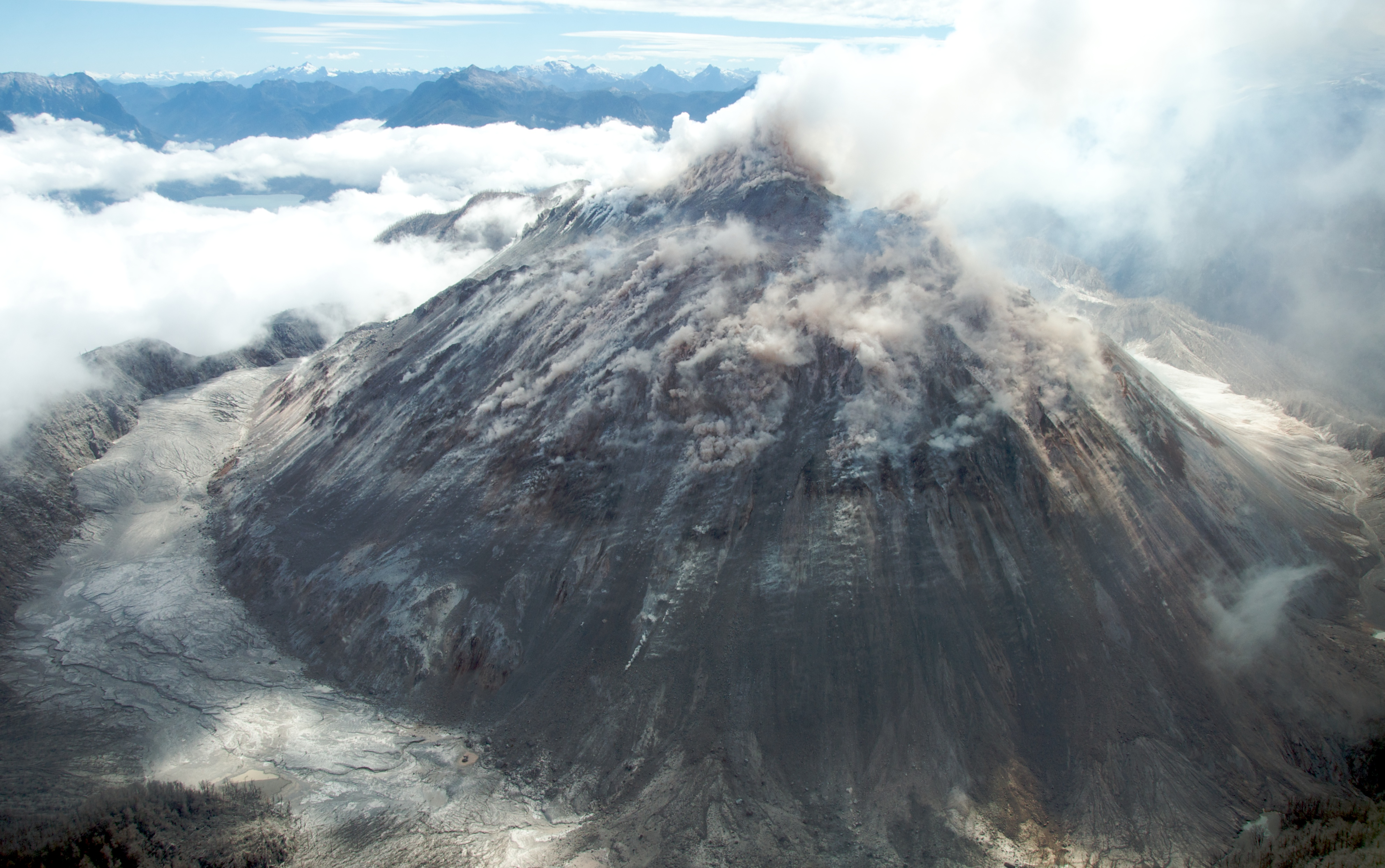
Chaitén
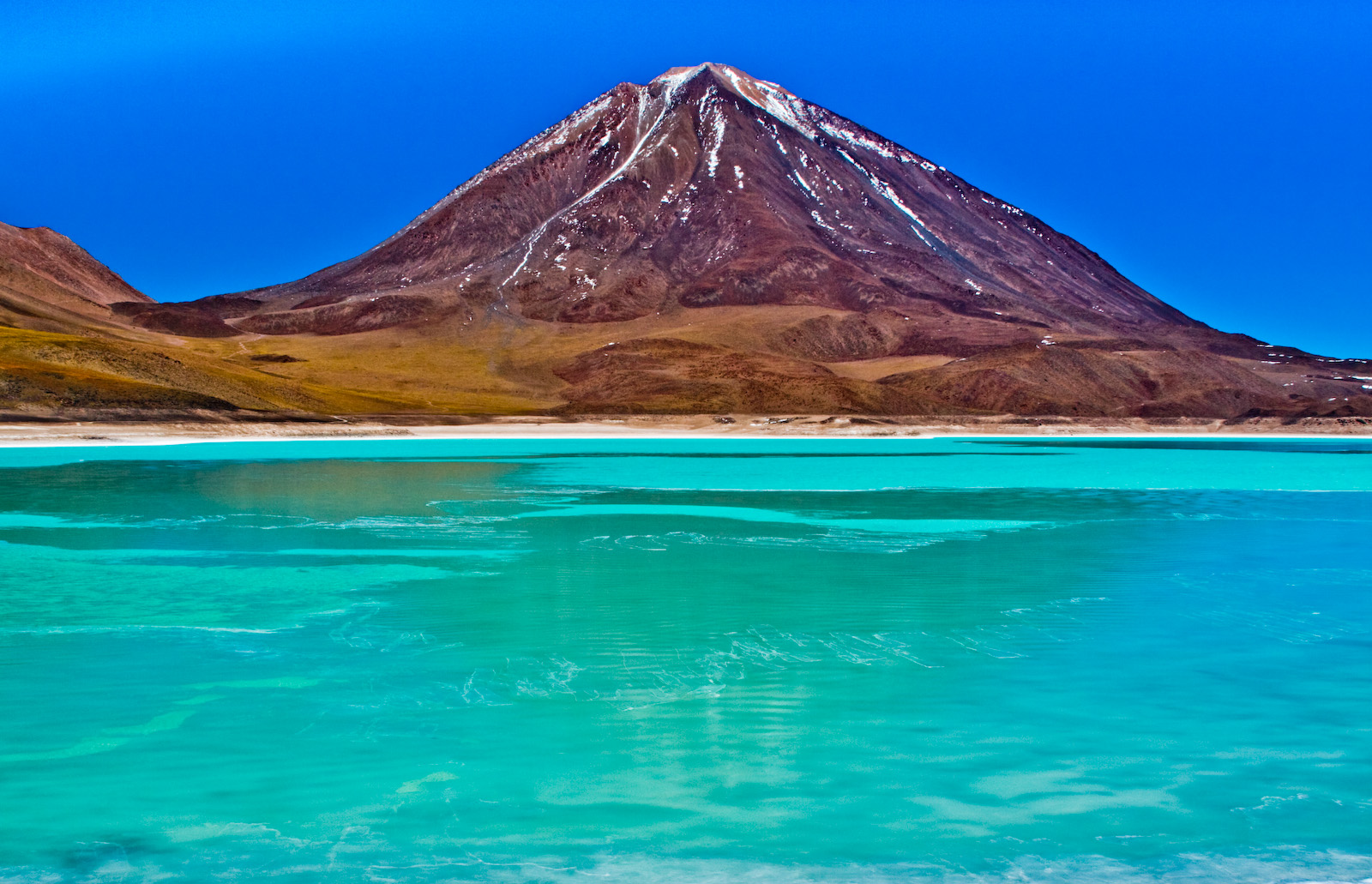
Laguna Verde
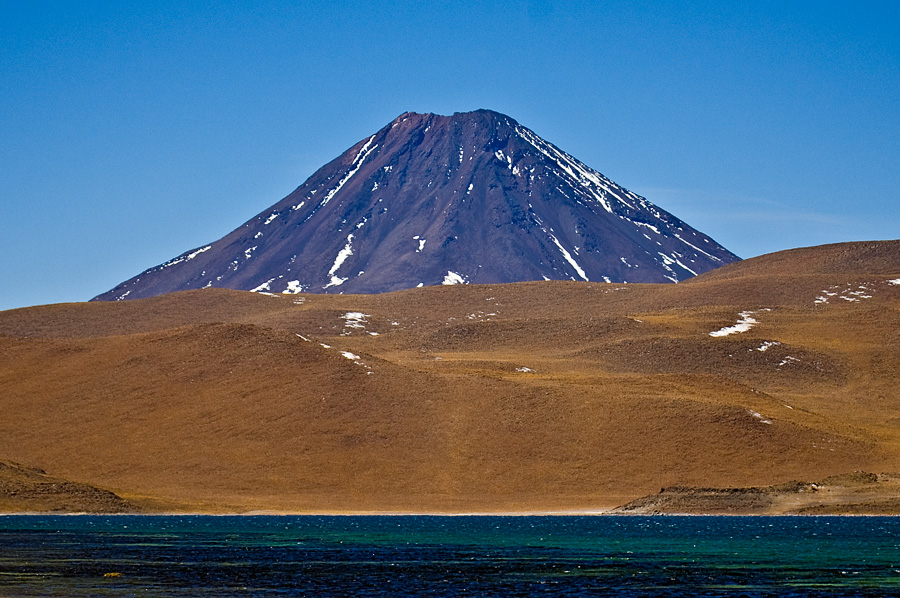
Chiliques
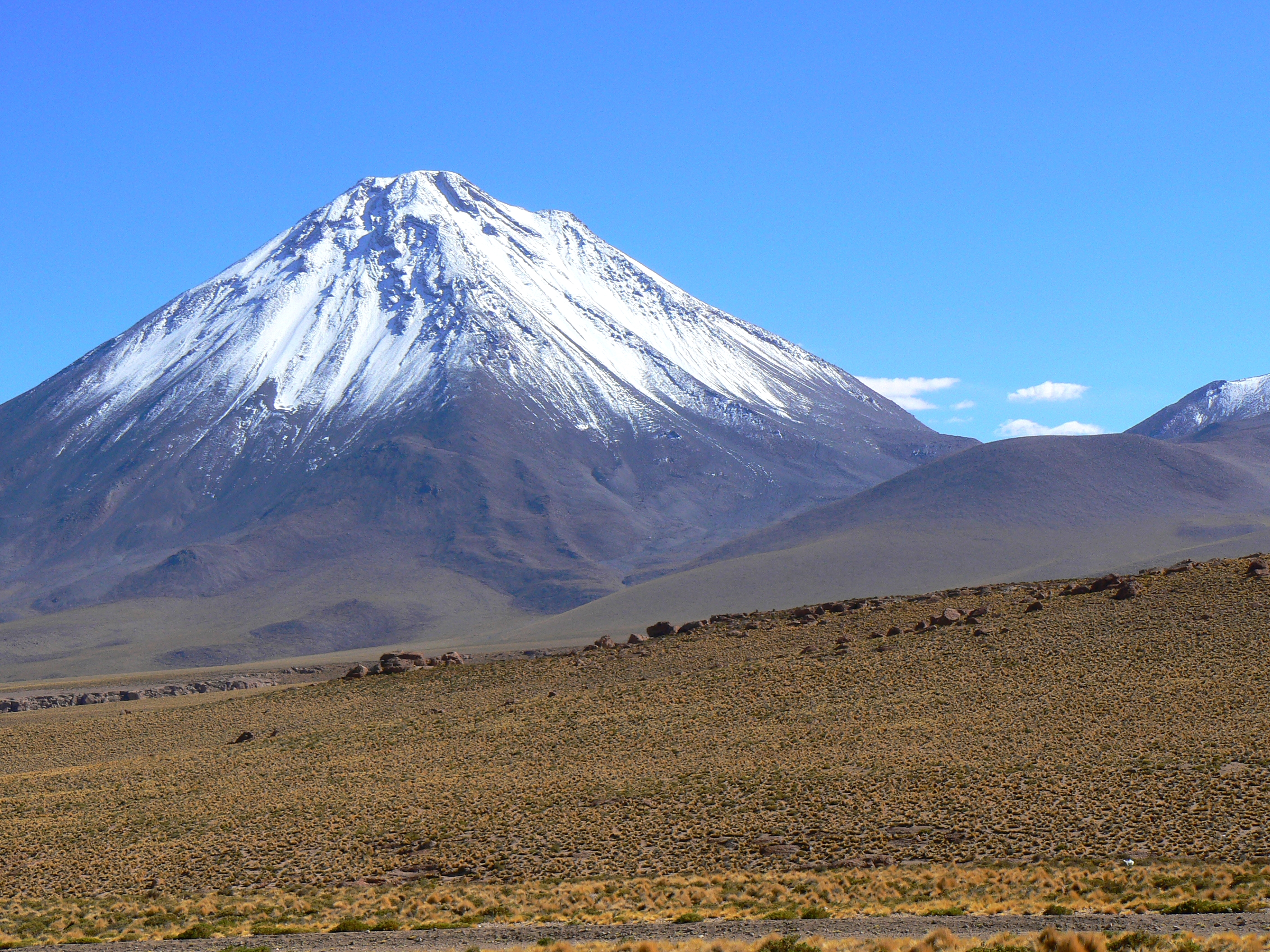
Licancabur
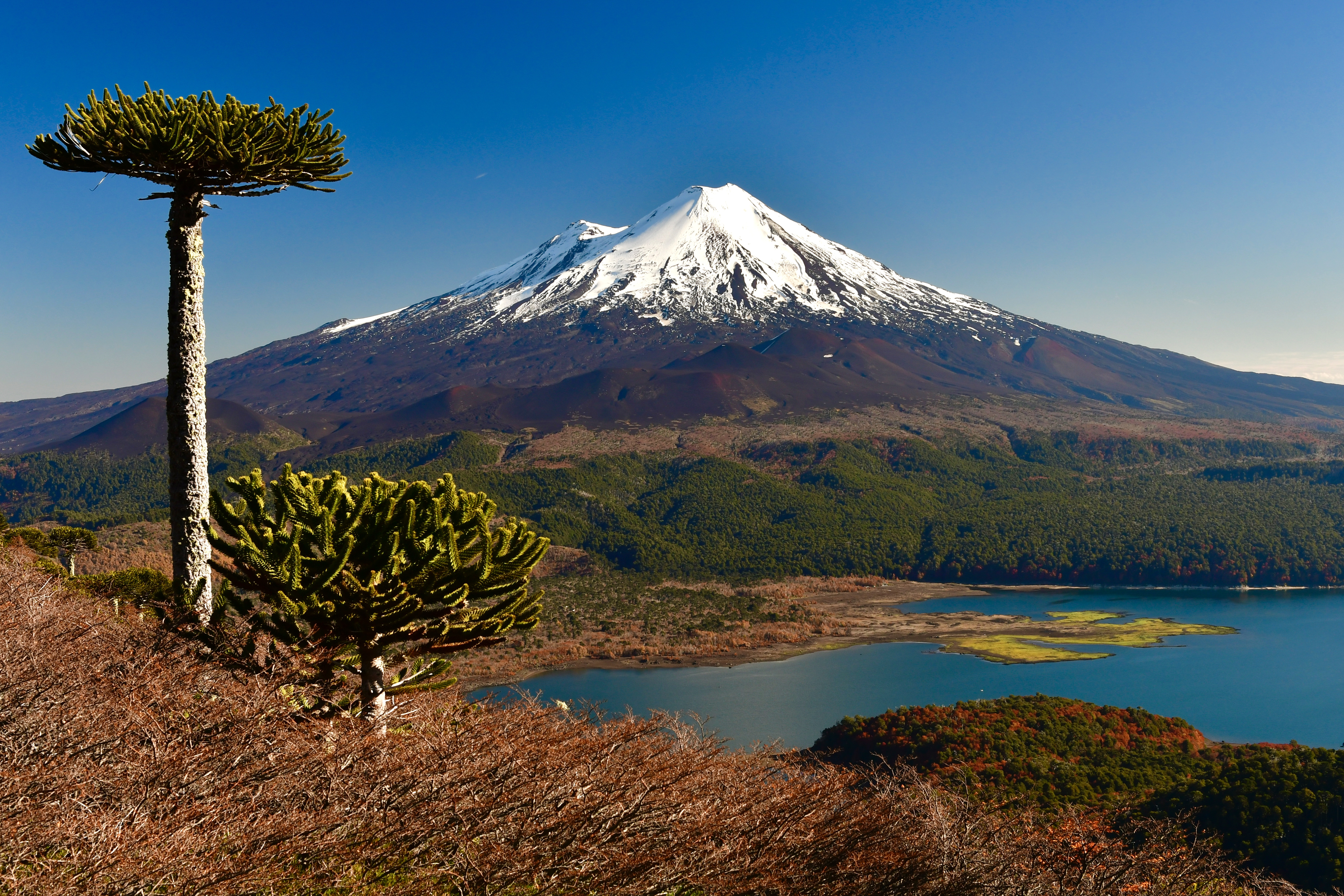
Llaima
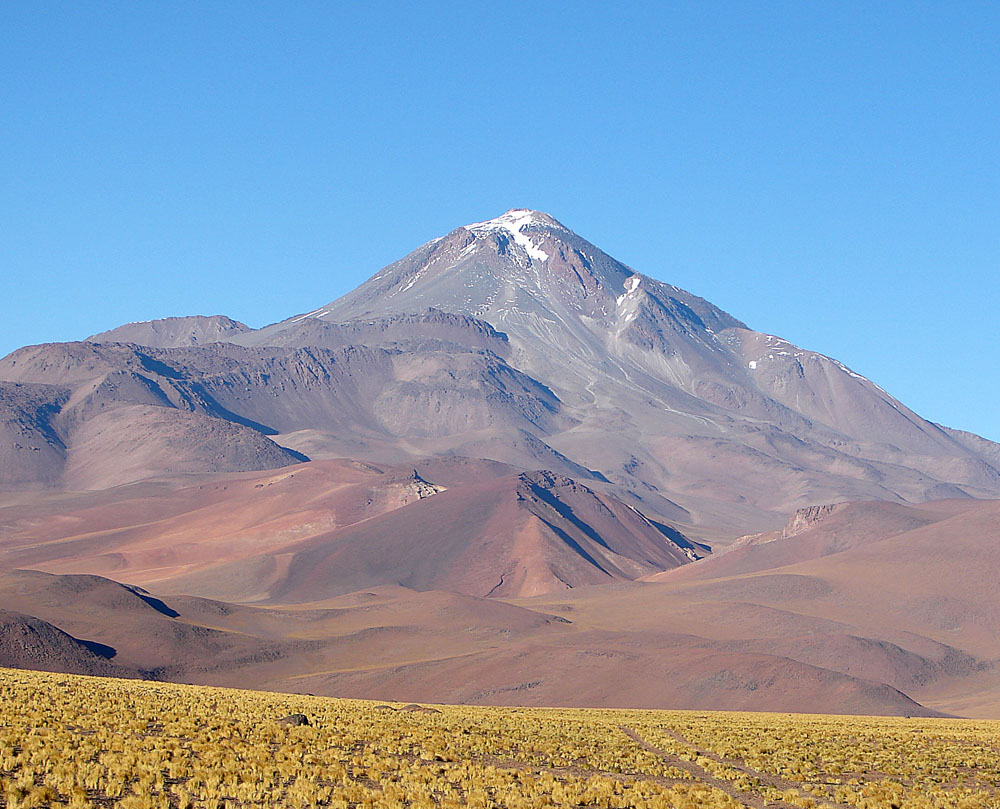
Llullaillaco
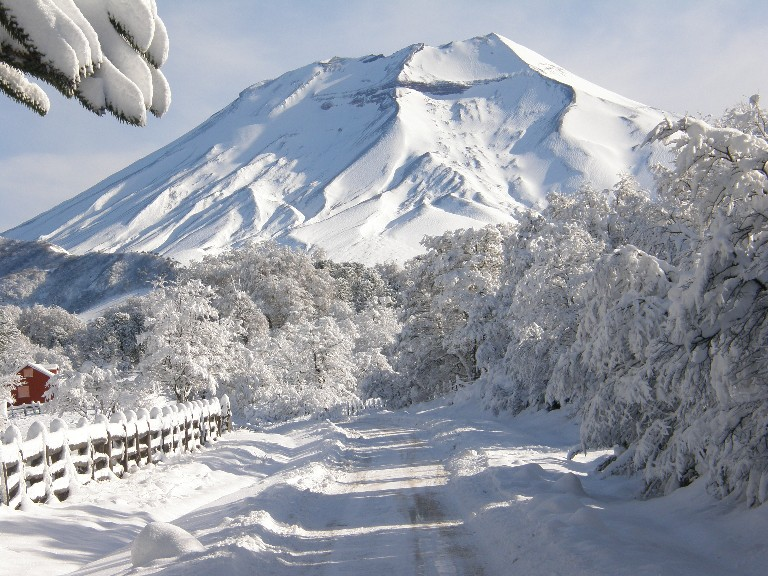
Lonquimay
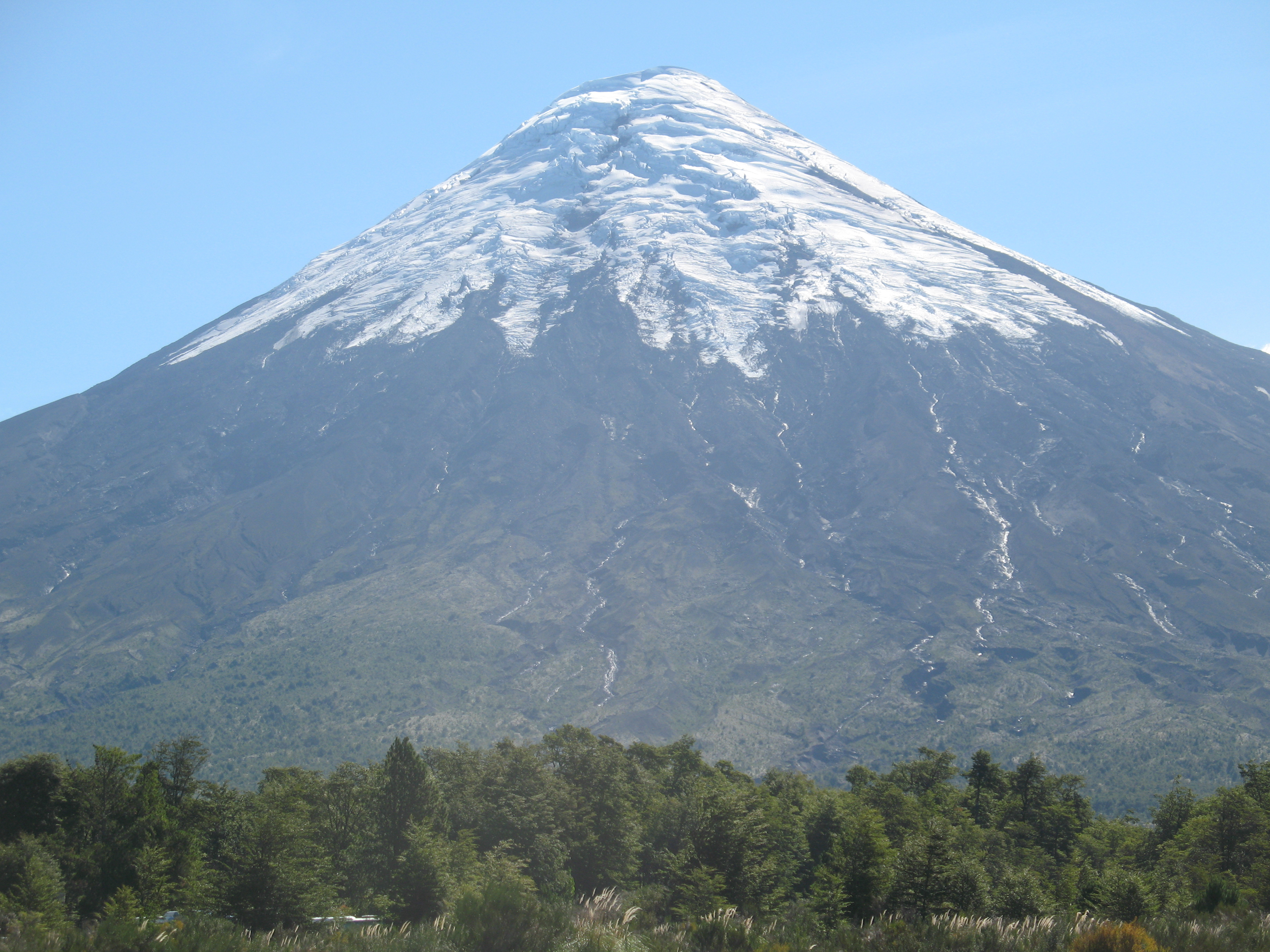
Osorno
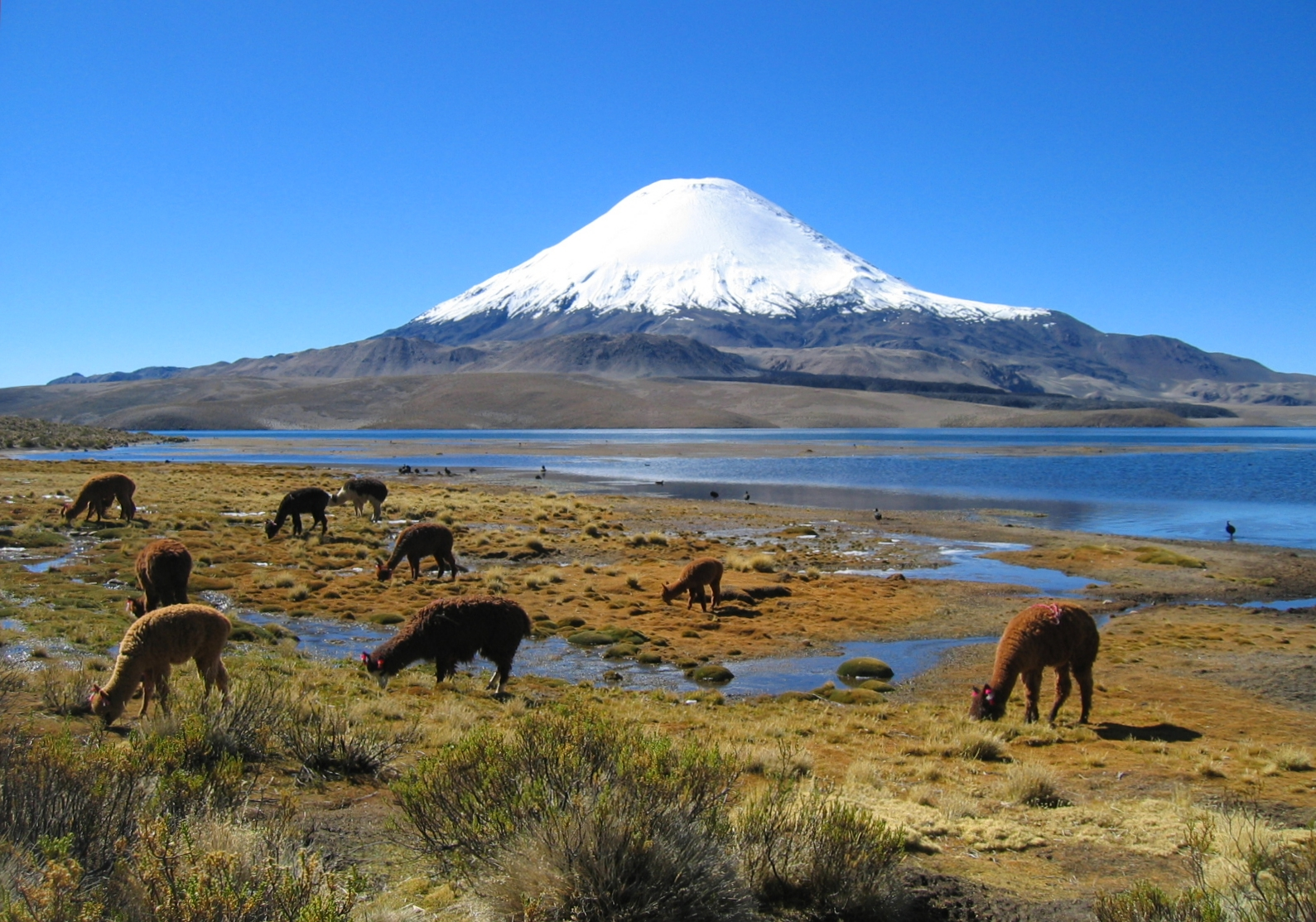
Parinacota
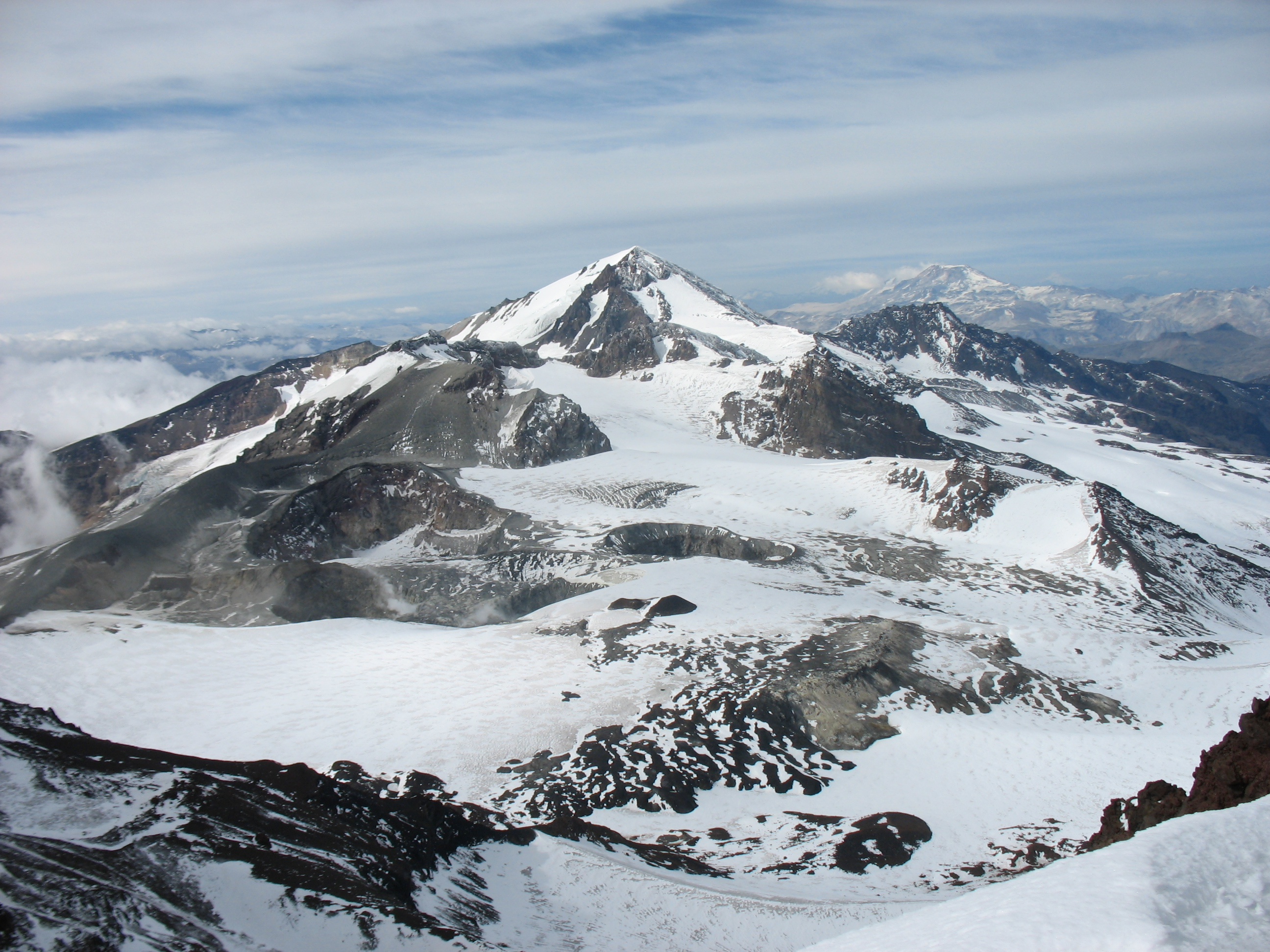
Planchón-Peteroa
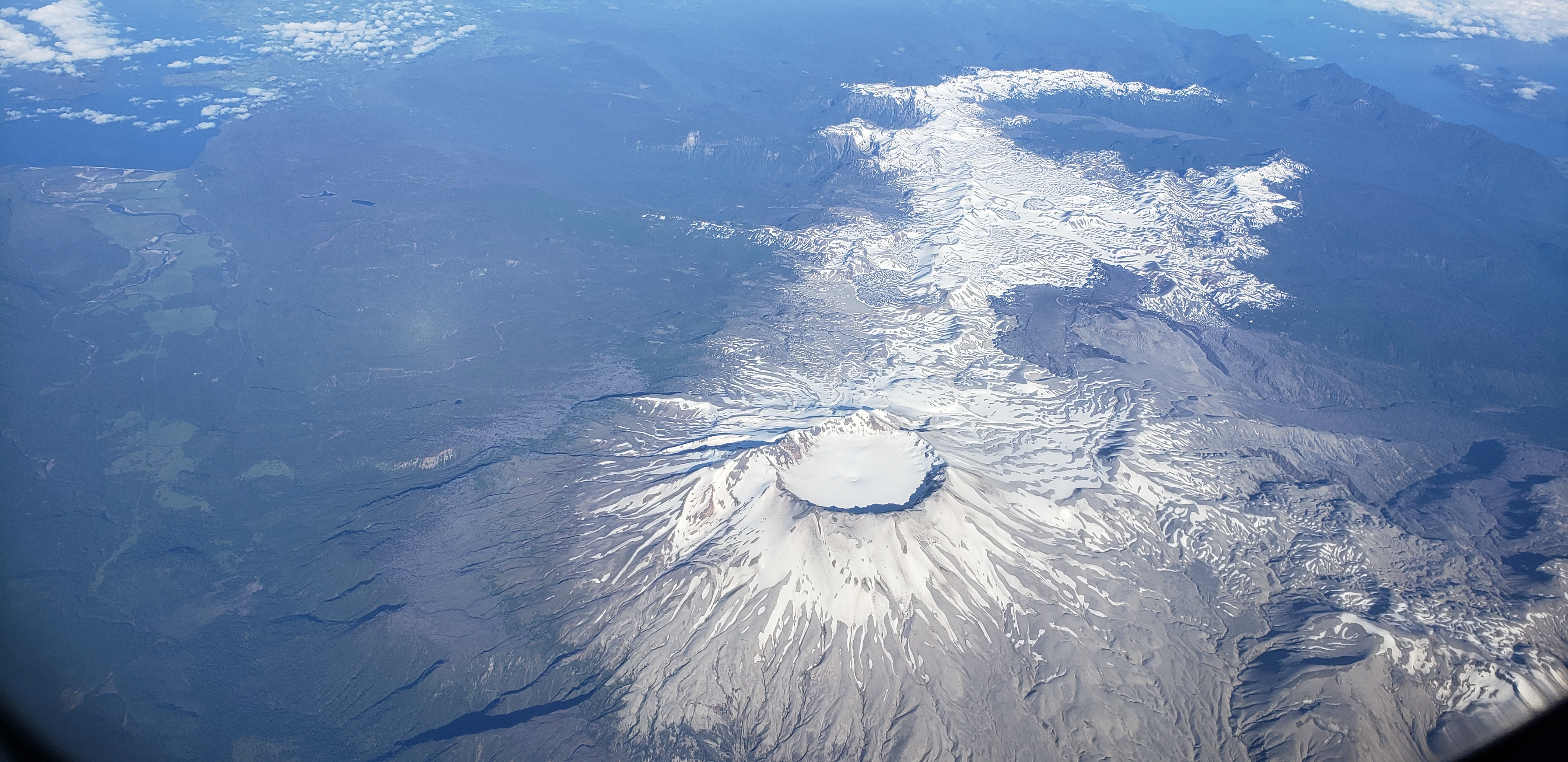
Puyehue
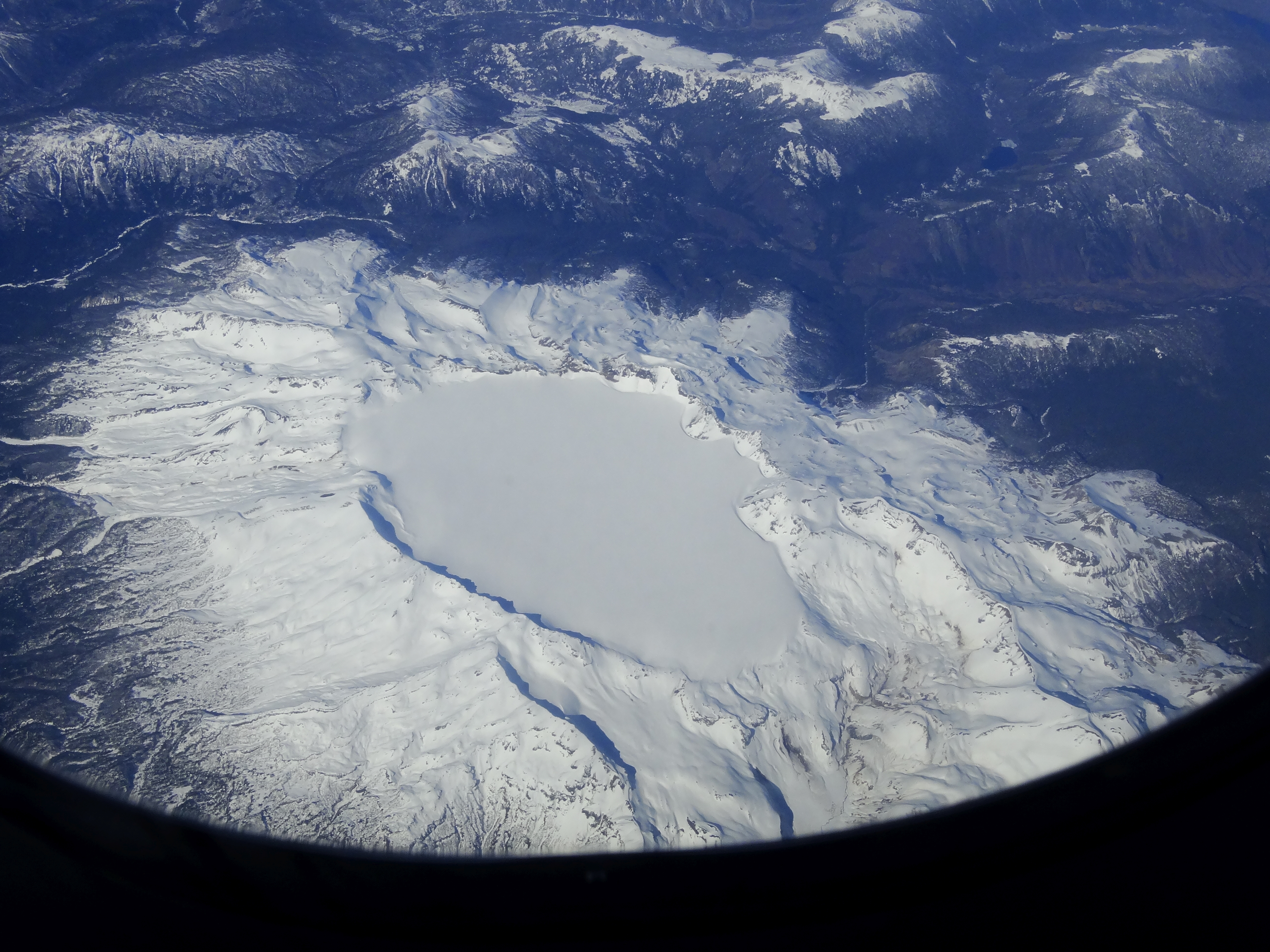
Sollipulli
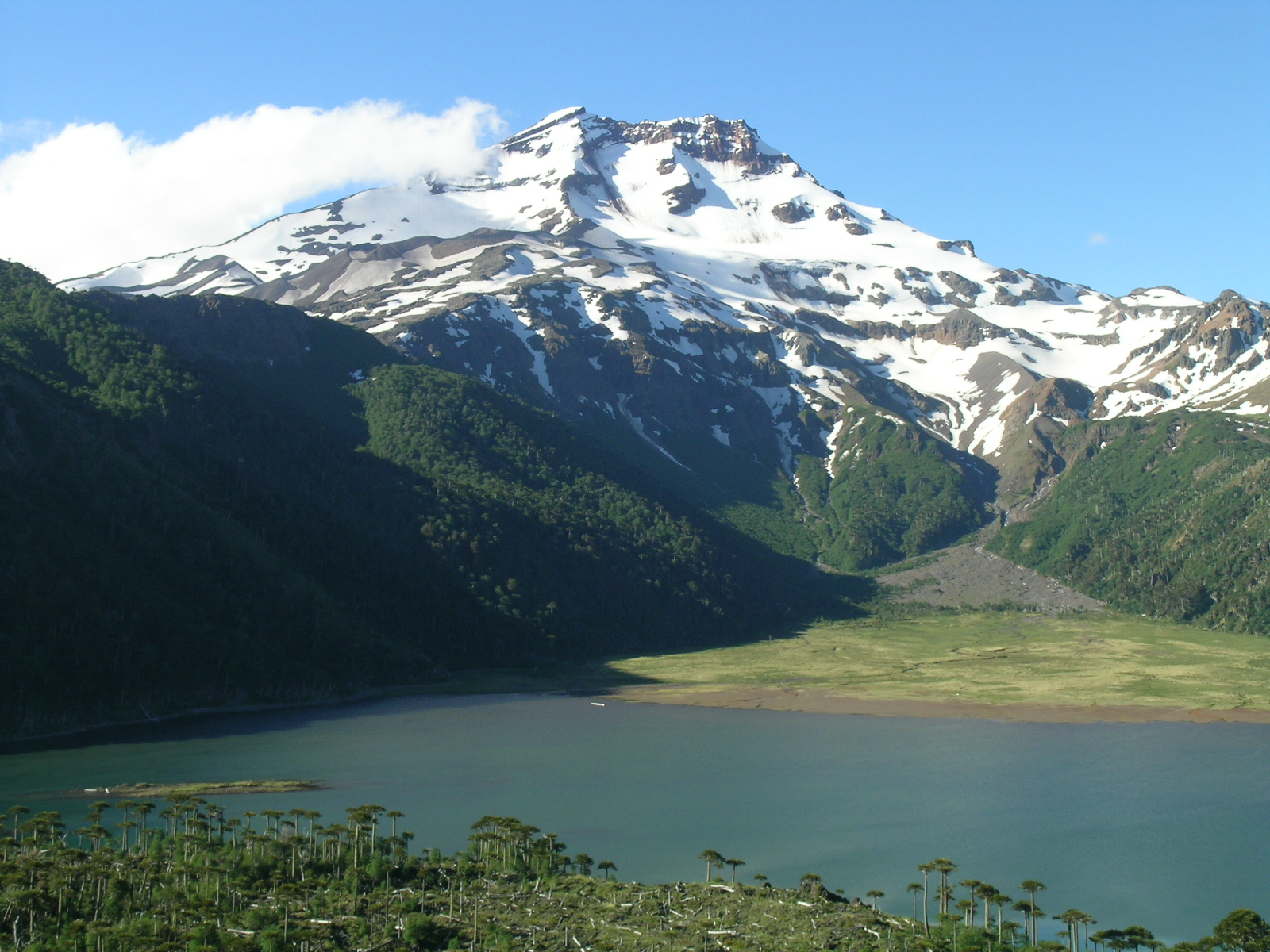
Tolguaca
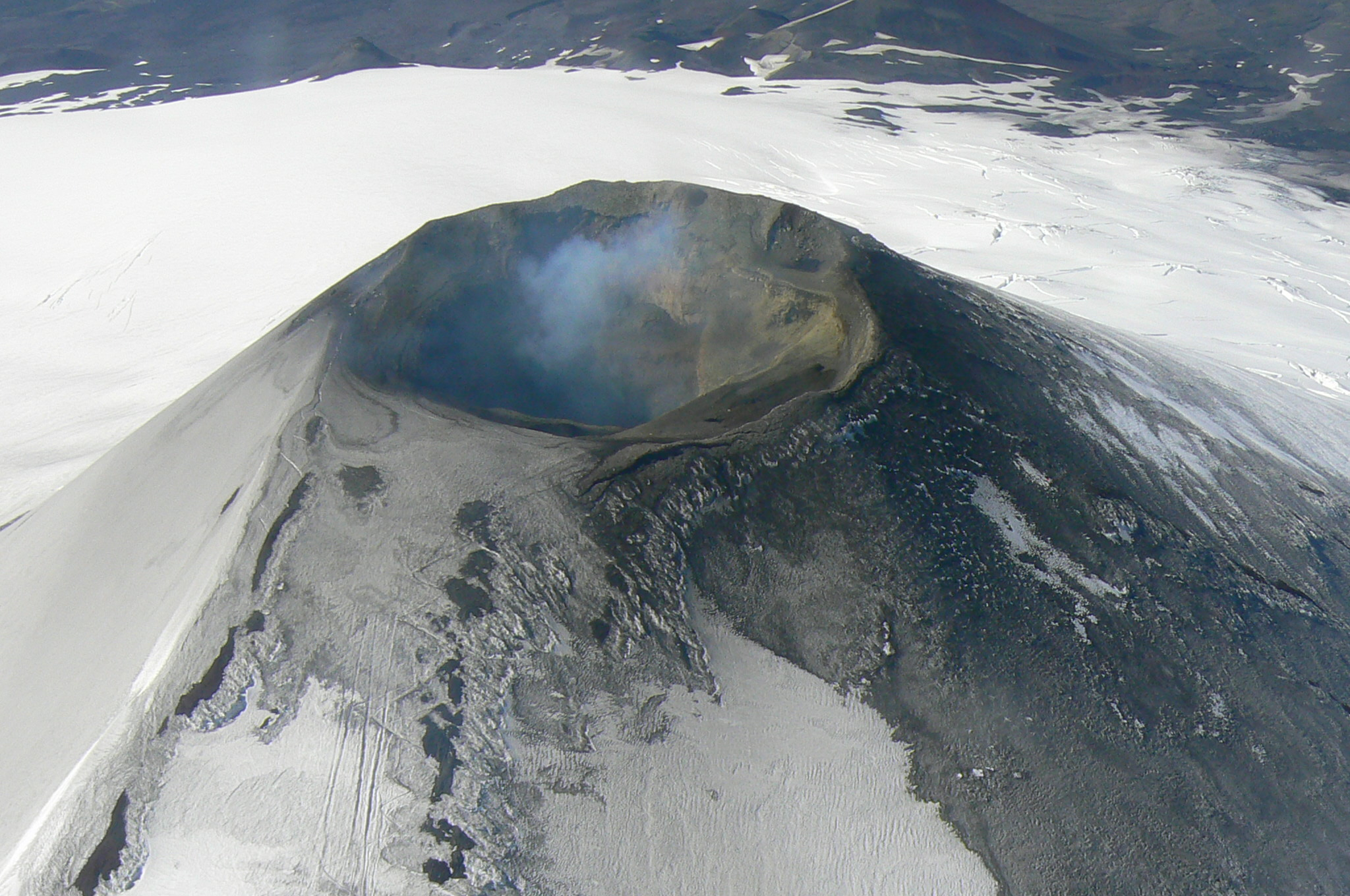
Villarrica

## Ekvádor

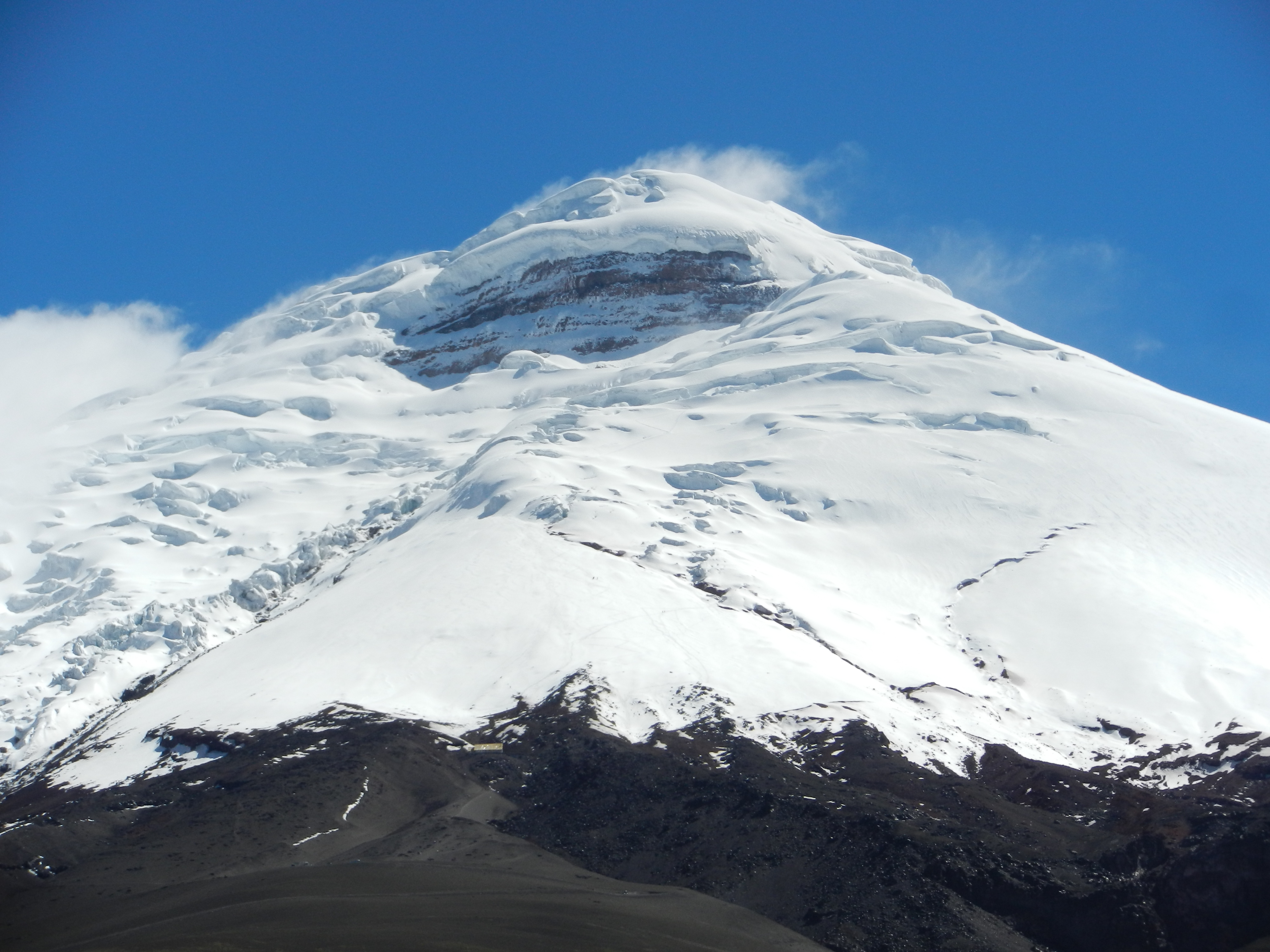
Cotopaxi
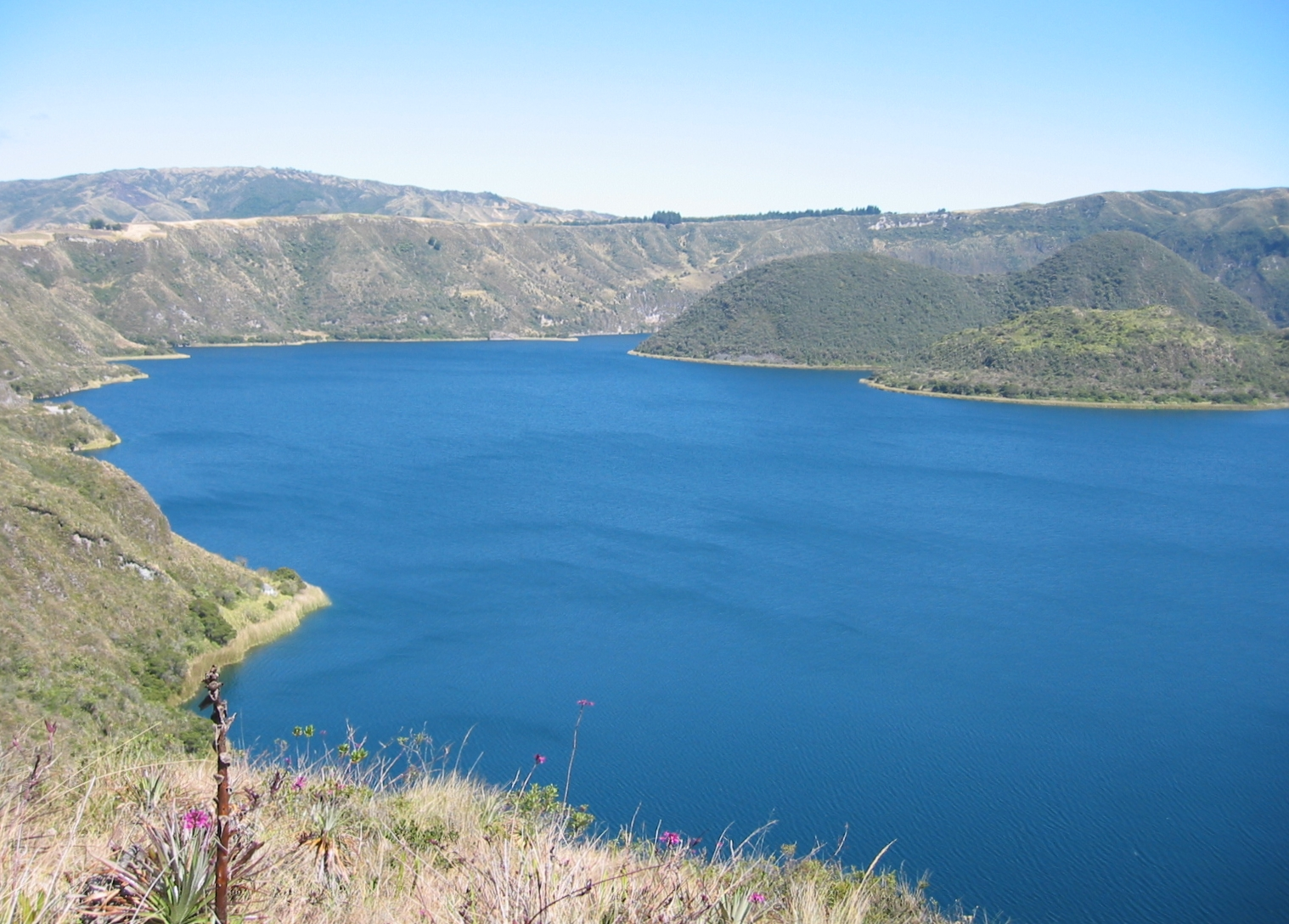
Cuicocha
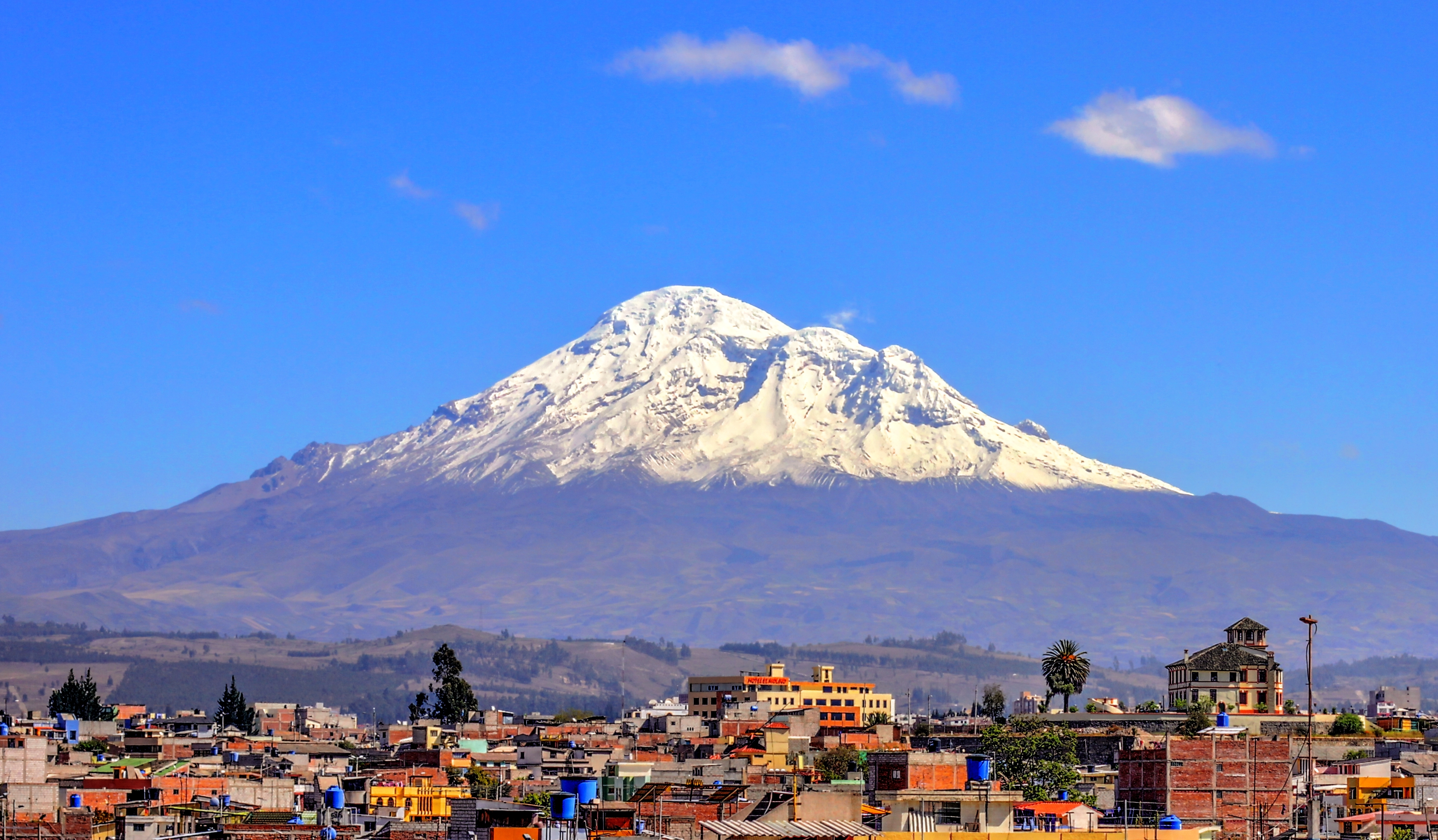
Chimborazo
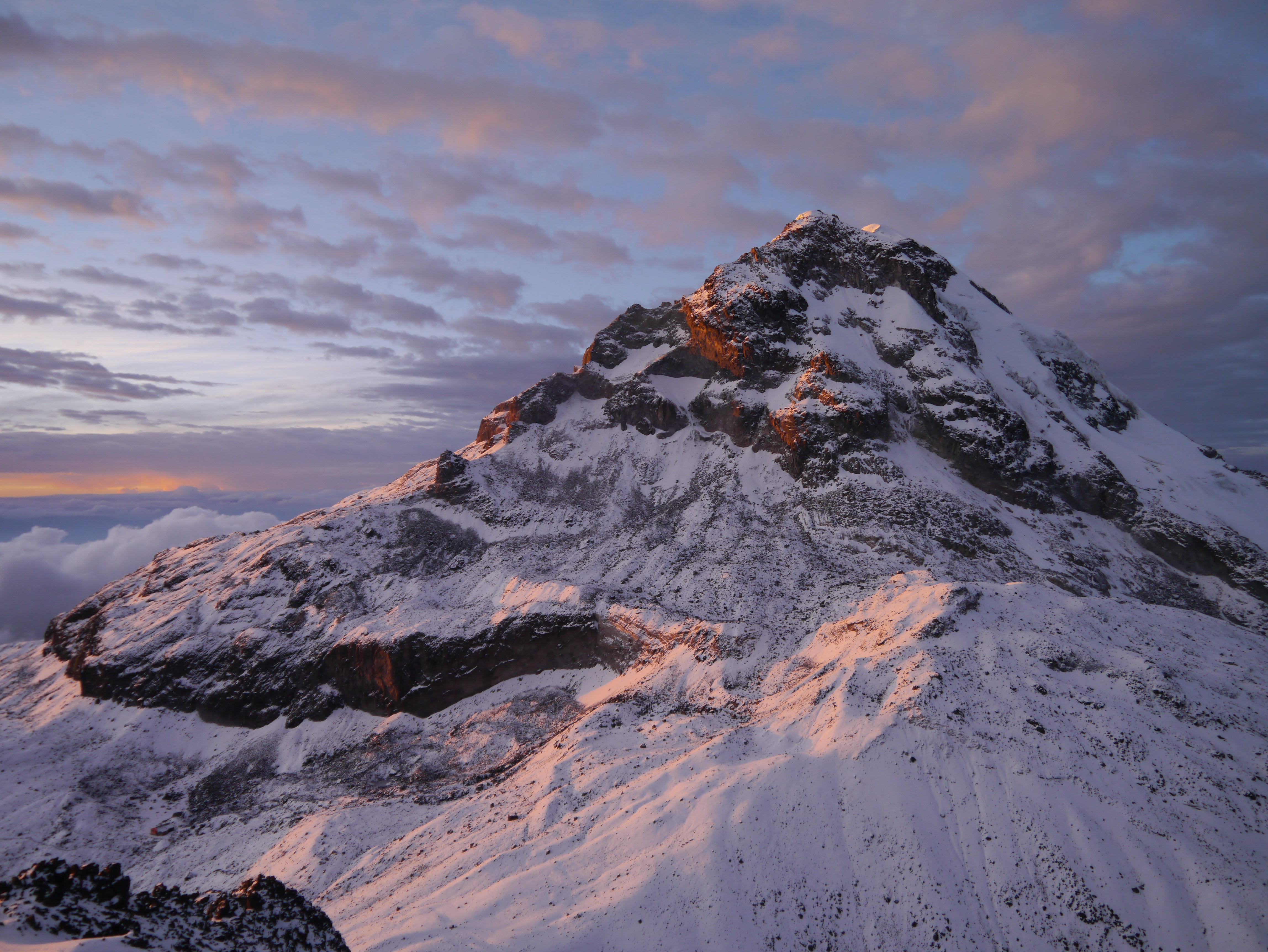
Iliniza
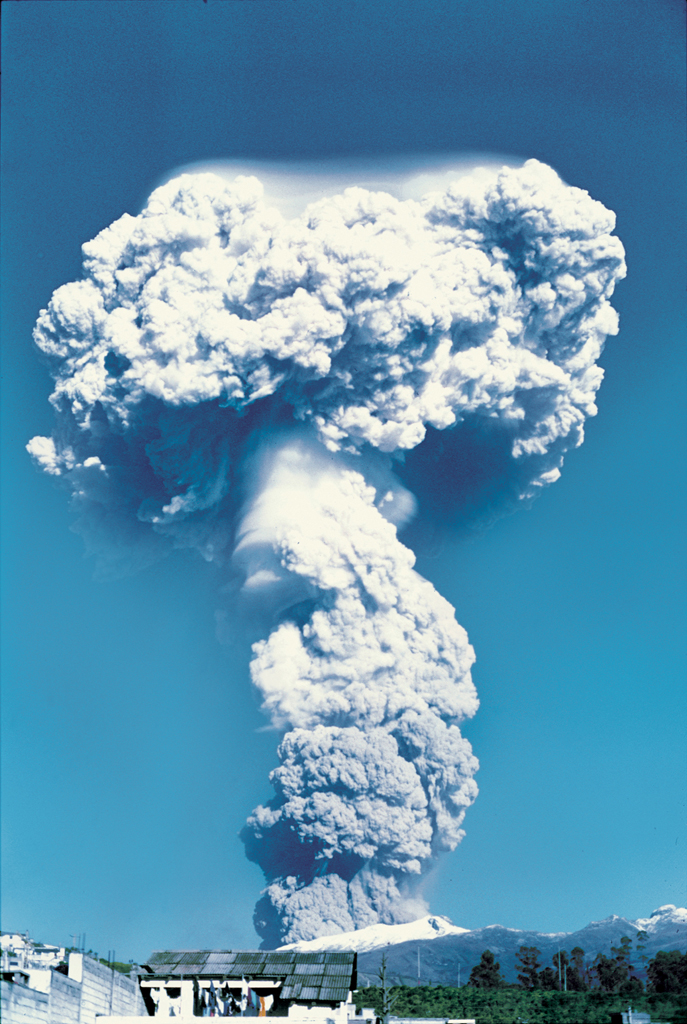
Pichincha
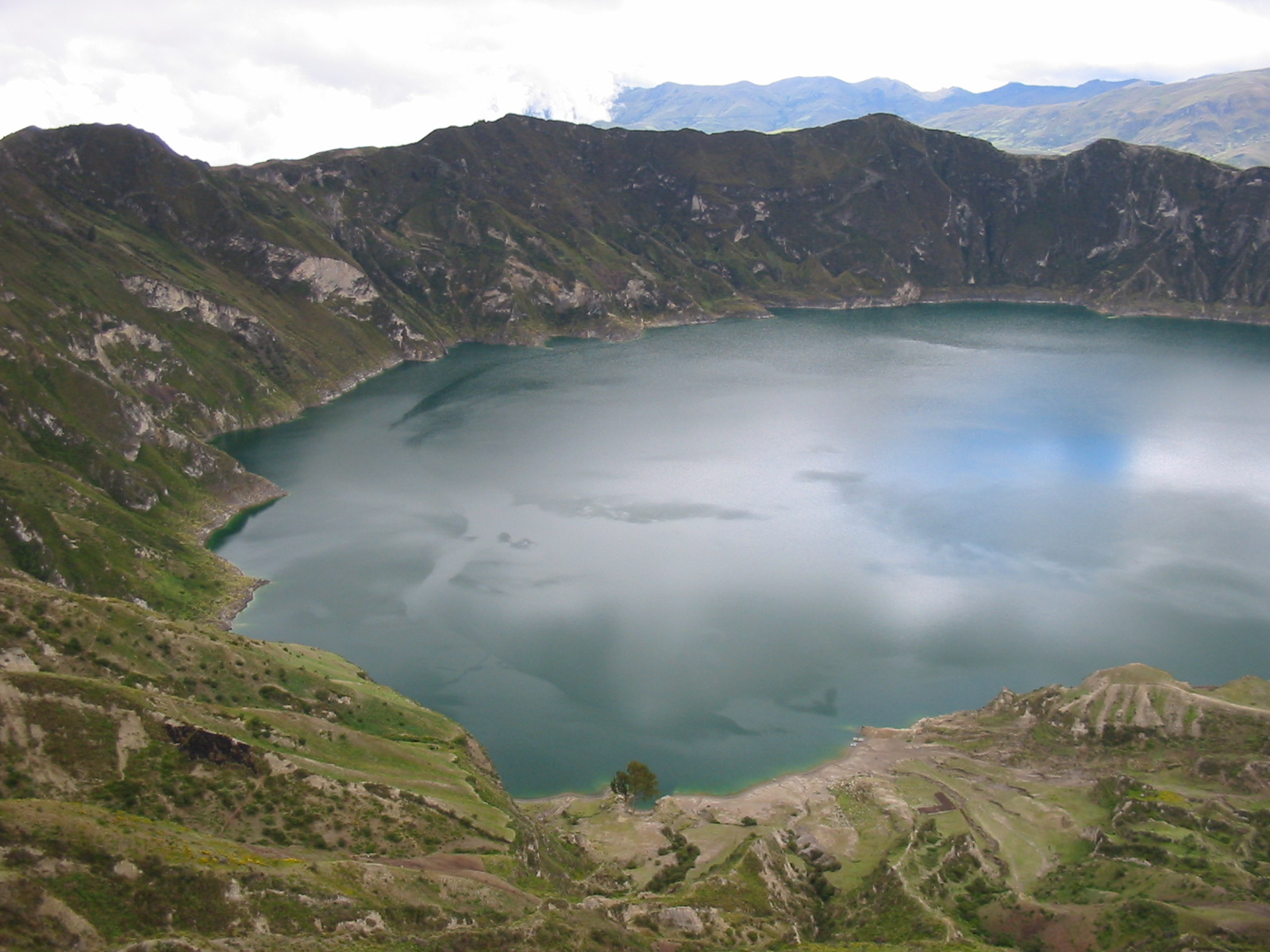
Quilotoa
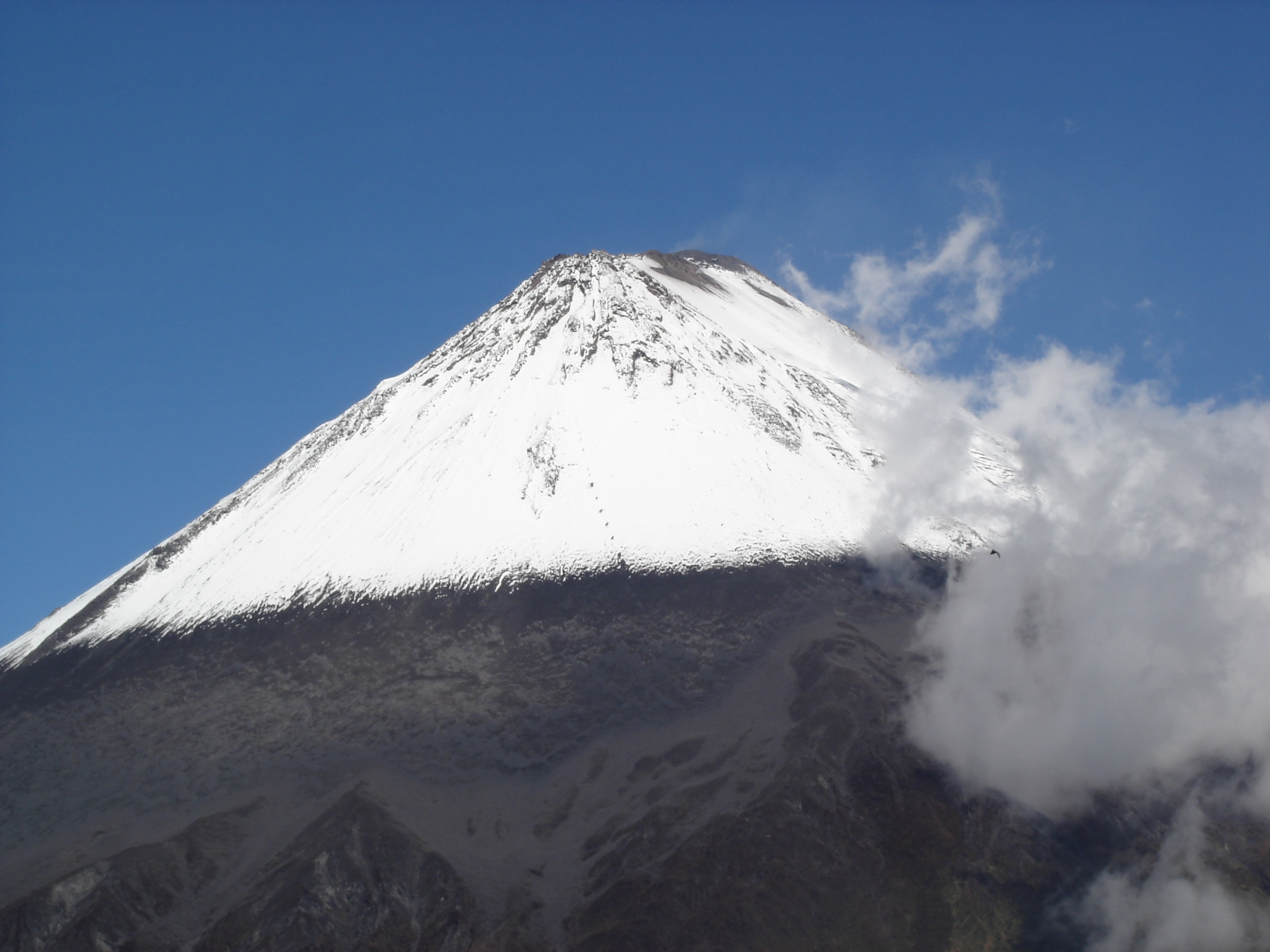
Sangay
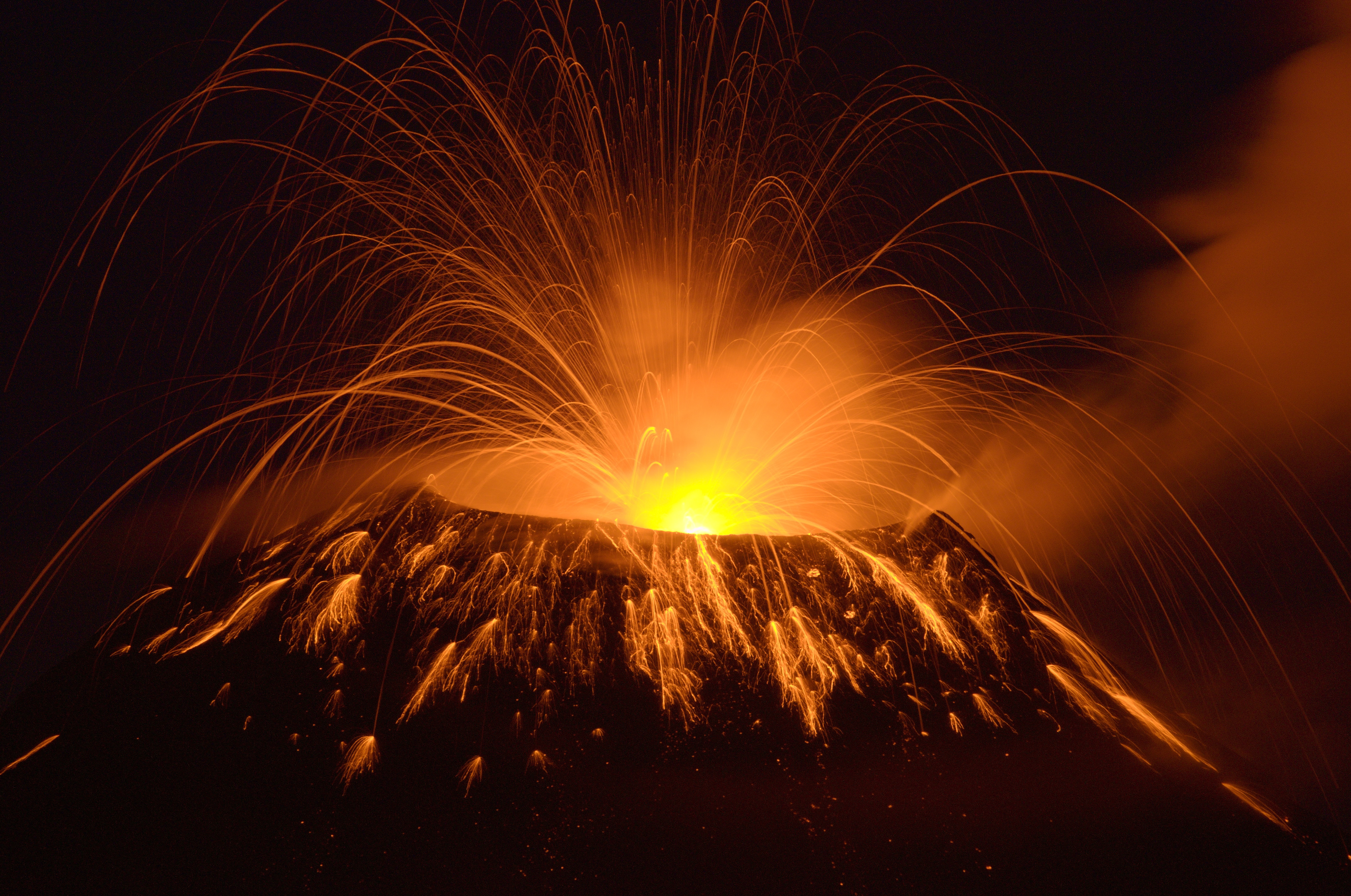
Tungurahua

| Název      | Forma         | Výška (m) | Souřadnice                      | Poslední erupce | Nejmohutnější erupce (VEI) | Reference       |
| ---------- | ------------- | --------- | ------------------------------- | --------------- | -------------------------- | --------------- |
| Antisana   | stratovulkán  | 5 753     | 0°29′6″ j. š., 78°8′31″ z. d.   | 1802            | 2                          | [ 278 ] [ 279 ] |
| Atacazo    | stratovulkán  | 4 463     | 0°21′11″ j. š., 78°37′16″ z. d. | ~320 př. n. l.  | 5                          | [ 280 ] [ 281 ] |
| Cayambe    | stratovulkán  | 5 790     | 0°1′30″ s. š., 77°59′20″ z. d.  | 1786            | 4                          | [ 282 ] [ 283 ] |
| Cotopaxi   | stratovulkán  | 5 911     | 0°41′2″ j. š., 78°26′13″ z. d.  | 2023            | 5                          | [ 284 ] [ 285 ] |
| Cuicocha   | kaldera       | 3 246     | 0°18′7″ s. š., 78°21′43″ z. d.  | ~650            | 5                          | [ 286 ] [ 287 ] |
| Pichincha  | stratovulkán  | 4 784     | 0°10′26″ j. š., 78°36′ z. d.    | 2009 (?)        | 5                          | [ 288 ] [ 289 ] |
| Chacana    | kaldera       | 4 643     | 0°22′48″ j. š., 78°15′ z. d.    | 1773            | ???                        | [ 290 ] [ 291 ] |
| Chimborazo | stratovulkán  | 6 263     | 1°28′8″ j. š., 78°49′1″ z. d.   | ~550            | ???                        | [ 292 ] [ 293 ] |
| Iliniza    | stratovulkán  | 5 248     | 0°39′47″ j. š., 78°42′58″ z. d. | ???             | ???                        | [ 294 ] [ 295 ] |
| Imbabura   | stratovulkán  | 4 609     | 0°15′18″ s. š., 78°10′48″ z. d. | ~5550 př. n. l. | ???                        | [ 296 ] [ 297 ] |
| Licto      | sypané kužele | 3 336     | 1°47′6″ j. š., 78°36′50″ z. d.  | ???             | ???                        | [ 298 ] [ 299 ] |
| Mojanda    | stratovulkán  | 4 263     | 0°6′29″ s. š., 78°15′18″ z. d.  | ???             | ???                        | [ 300 ] [ 301 ] |
| Pululagua  | kaldera       | 3 356     | 0°2′24″ s. š., 78°27′36″ z. d.  | ~290            | 5                          | [ 302 ] [ 303 ] |
| Quilotoa   | kaldera       | 3 914     | 0°51′36″ j. š., 78°54′11″ z. d. | 1797 (?)        | 6                          | [ 304 ] [ 305 ] |
| Reventador | stratovulkán  | 3 562     | 0°4′52″ j. š., 77°39′32″ z. d.  | 2023            | 4                          | [ 306 ] [ 307 ] |
| Sangay     | stratovulkán  | 5 286 (?) | 2°0′18″ j. š., 78°20′31″ z. d.  | 2023            | 3                          | [ 308 ] [ 309 ] |
| Soche      | stratovulkán  | 3 955     | 0°33′4″ s. š., 77°34′55″ z. d.  | ~6650 př. n. l. | 5 (?)                      | [ 310 ] [ 311 ] |
| Sumaco     | stratovulkán  | 3 990     | 0°32′31″ j. š., 77°37′41″ z. d. | 1933 (?)        | 2 (?)                      | [ 312 ] [ 313 ] |
| Tungurahua | stratovulkán  | 5 023     | 1°28′5″ j. š., 78°26′49″ z. d.  | 2016            | 5                          | [ 314 ] [ 315 ] |

- Cotopaxi
- Cuicocha
- Chimborazo
- Iliniza
- Pichincha
- Quilotoa
- Sangay
- Tungurahua

### Galapágy

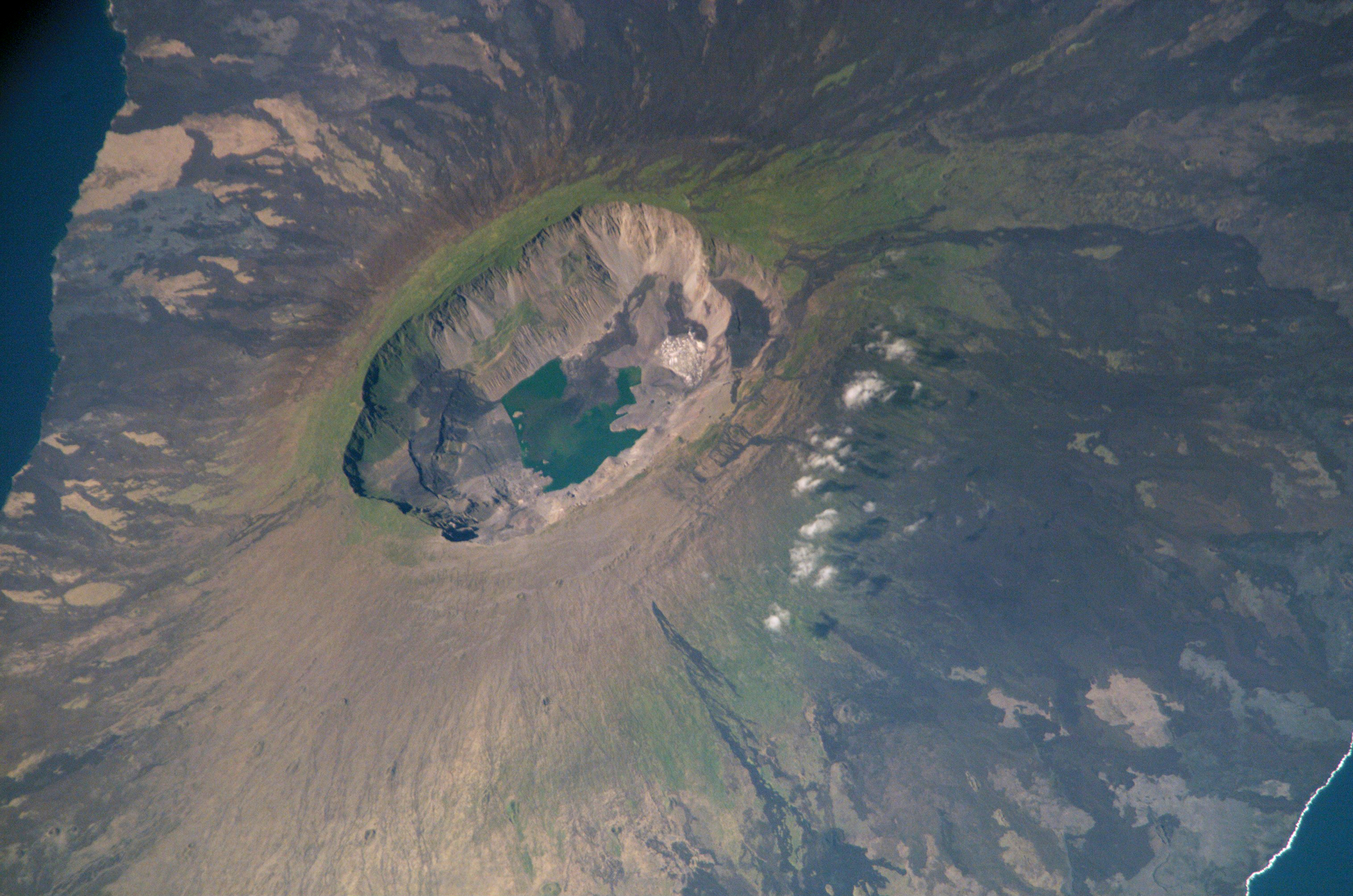
La Cumbre
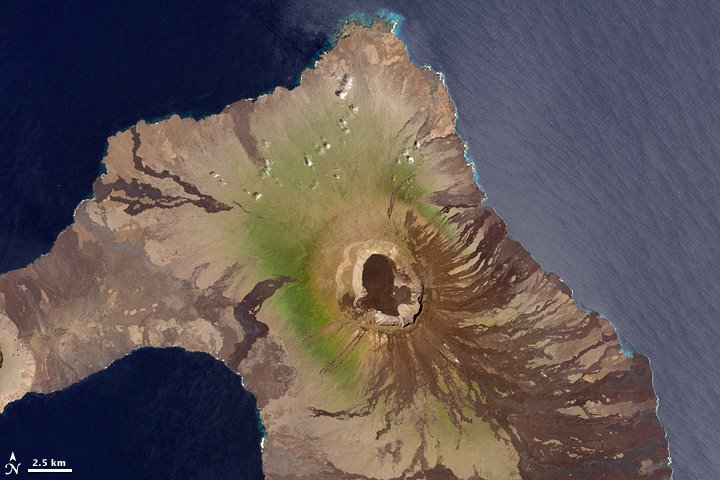
Wolf

| Název         | Forma         | Výška (m) | Souřadnice                       | Poslední erupce | Nejmohutnější erupce (VEI) | Reference       |
| ------------- | ------------- | --------- | -------------------------------- | --------------- | -------------------------- | --------------- |
| Alcedo        | štítová sopka | 1 130     | 0°25′48″ j. š., 91°7′12″ z. d.   | 1993            | 1                          | [ 316 ] [ 317 ] |
| Cerro Azul    | stratovulkán  | 3 788     | 35°39′25″ j. š., 70°45′47″ z. d. | 1967            | 5                          | [ 105 ] [ 106 ] |
| Darwin        | štítová sopka | 1 330     | 0°11′24″ j. š., 91°17′20″ z. d.  | 1813            | 2 (?)                      | [ 318 ] [ 319 ] |
| Ecuador       | štítová sopka | 790       | 0°1′12″ j. š., 91°33′ z. d.      | ~1150           | ???                        | [ 320 ] [ 321 ] |
| La Cumbre     | štítová sopka | 1 476     | 0°22′5″ j. š., 91°32′24″ z. d.   | 2020            | 4                          | [ 322 ] [ 323 ] |
| Genovesa      | štítová sopka | 64        | 0°19′41″ s. š., 89°57′18″ z. d.  | ???             | ???                        | [ 324 ] [ 325 ] |
| Marchena      | štítová sopka | 343       | 0°19′23″ s. š., 90°28′26″ z. d.  | 1991            | 2                          | [ 326 ] [ 327 ] |
| Pinta         | štítová sopka | 780       | 0°35′10″ s. š., 90°45′14″ z. d.  | 1928            | ???                        | [ 328 ] [ 329 ] |
| San Cristóbal | stratovulkán  | 1 745     | 12°42′11″ s. š., 87°0′11″ z. d.  | 2023            | 3                          | [ 330 ] [ 331 ] |
| Santa Cruz    | štítová sopka | 864       | 0°38′35″ j. š., 90°19′34″ z. d.  | ???             | ???                        | [ 332 ] [ 333 ] |
| Santiago      | štítová sopka | 920       | 0°12′43″ j. š., 90°47′2″ z. d.   | 1906            | ???                        | [ 334 ] [ 335 ] |
| Sierra Negra  | štítová sopka | 1 124     | 0°48′50″ j. š., 91°8′6″ z. d.    | 2018            | 3                          | [ 336 ] [ 337 ] |
| Wolf          | štítová sopka | 1 710     | 0°1′12″ s. š., 91°20′24″ z. d.   | 2022            | 4                          | [ 338 ] [ 339 ] |

- La Cumbre
- Wolf

## Kolumbie

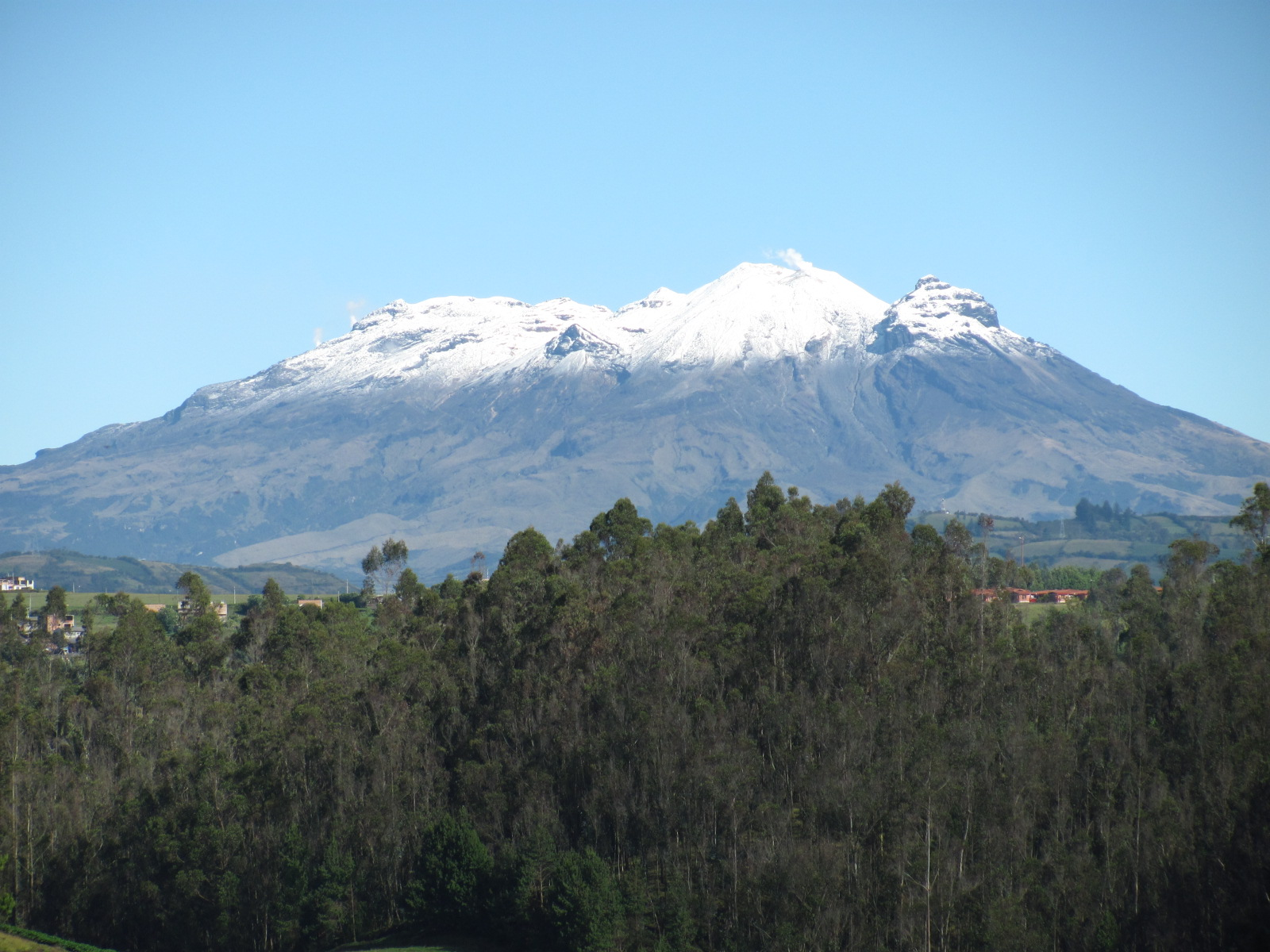
Cumbal
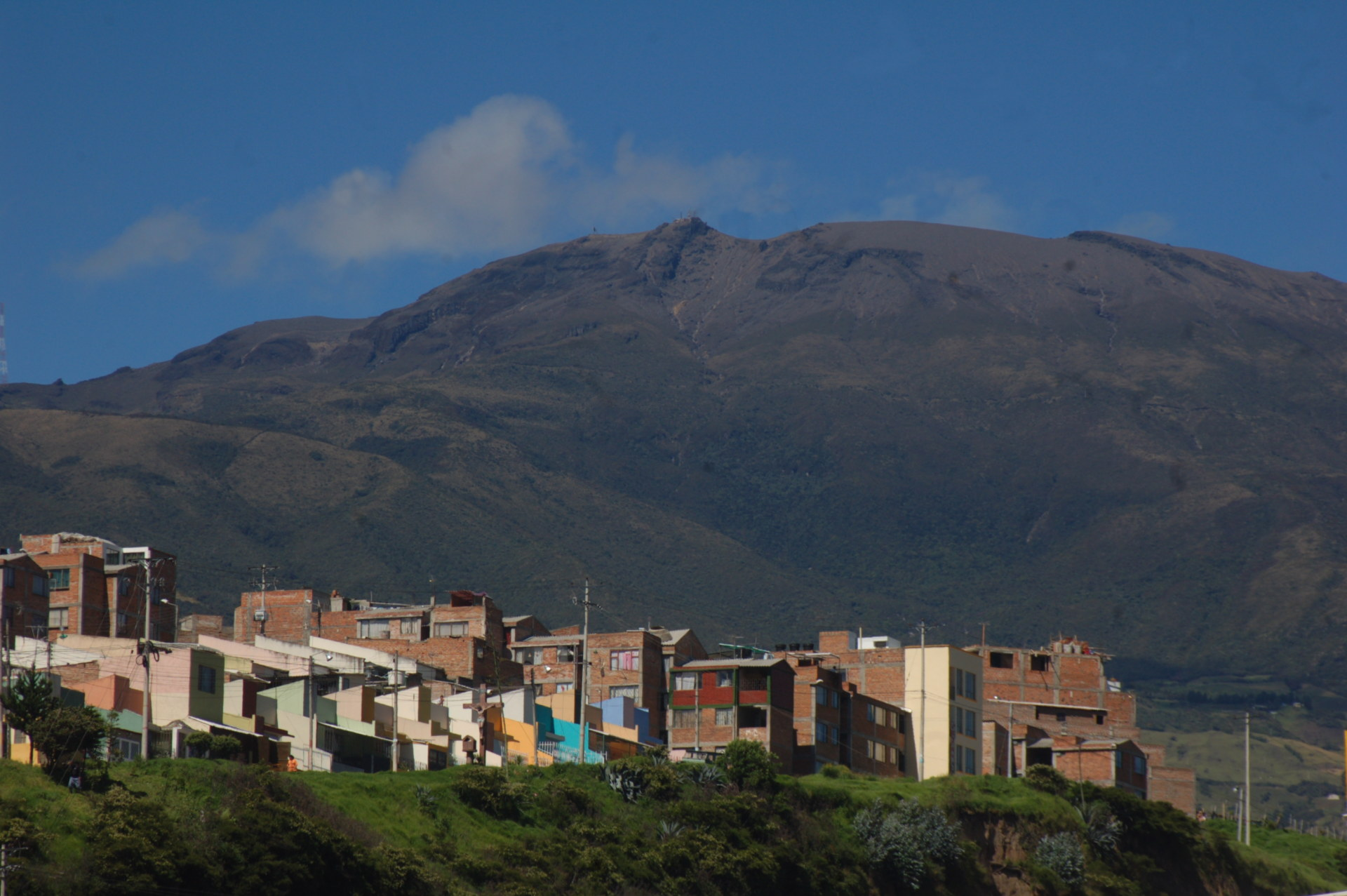
Galeras
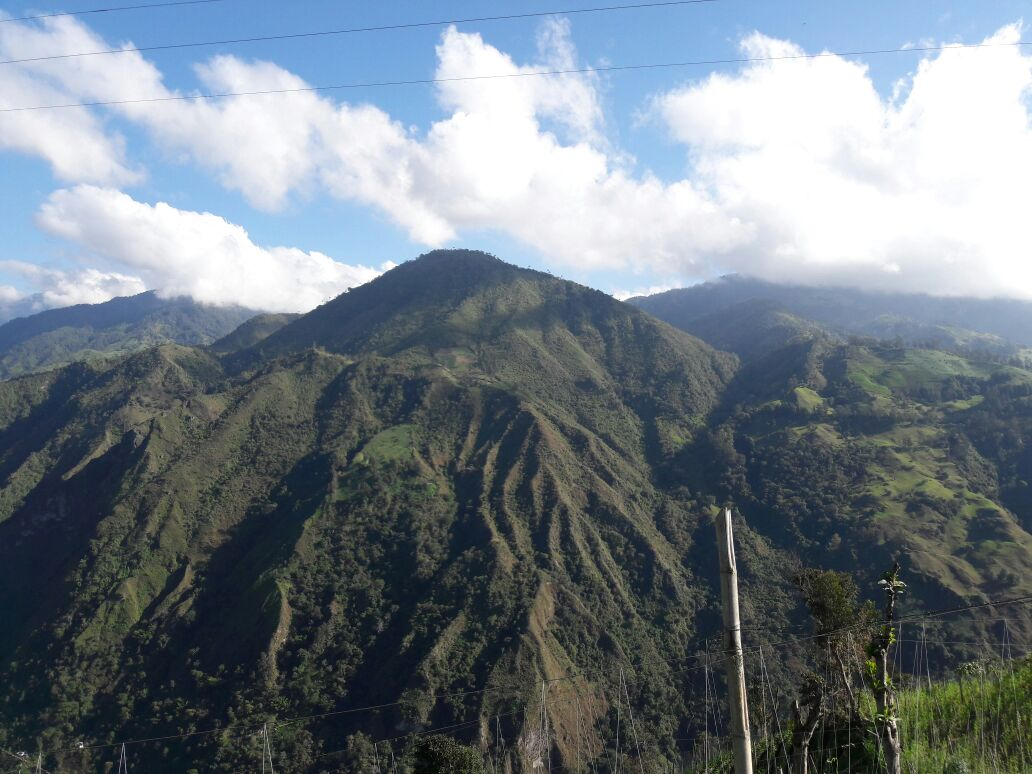
Machín
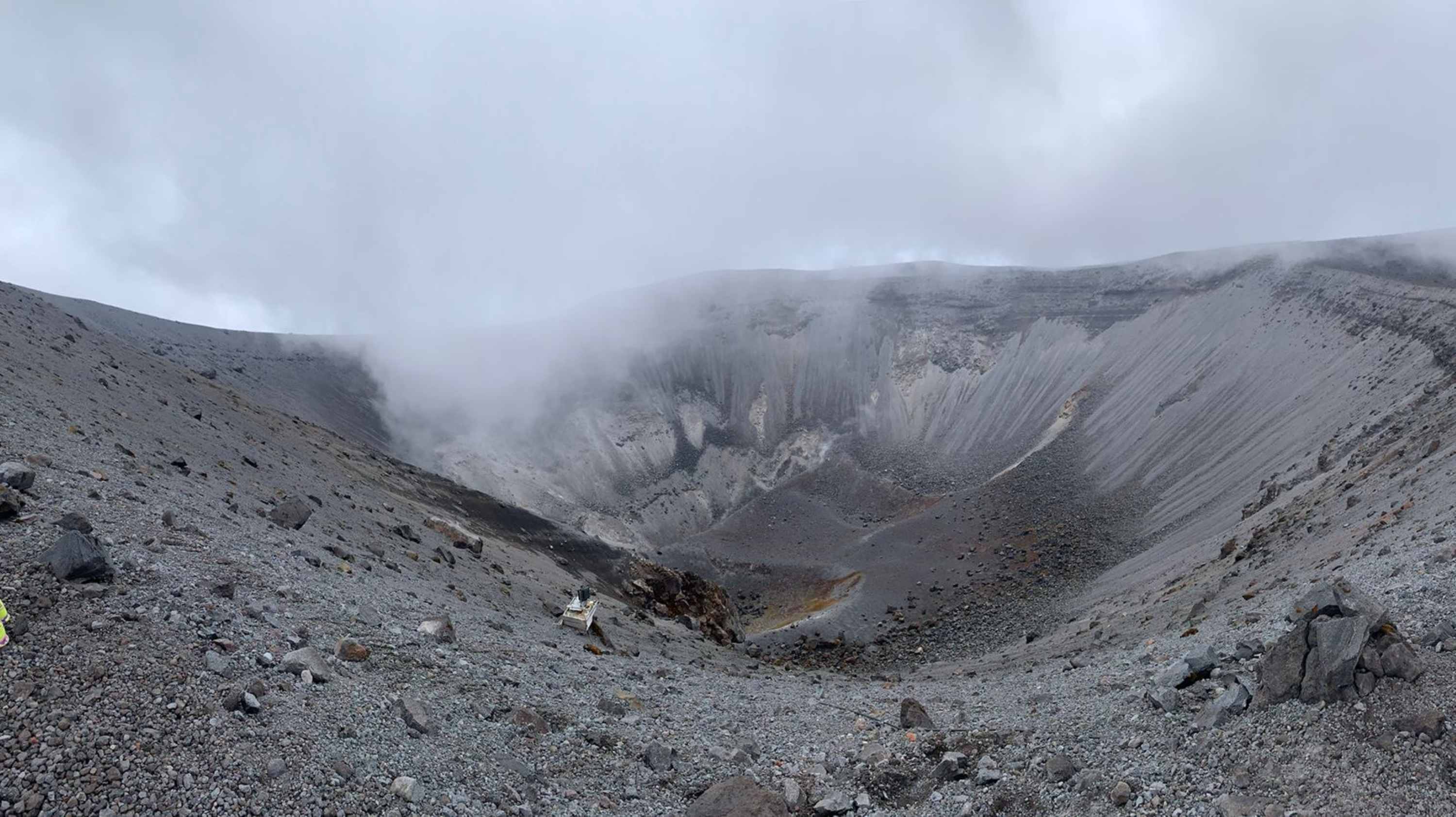
Puracé

| Název                    | Forma              | Výška (m) | Souřadnice                      | Poslední erupce | Nejmohutnější erupce (VEI) | Reference       |
| ------------------------ | ------------------ | --------- | ------------------------------- | --------------- | -------------------------- | --------------- |
| Azufral                  | stratovulkán       | 4 070     | 1°5′6″ s. š., 77°43′8″ z. d.    | ~930 př. n. l.  | 4                          | [ 340 ] [ 341 ] |
| Cerro Bravo              | stratovulkán       | 3 985     | 5°5′24″ s. š., 75°17′28″ z. d.  | ~1720           | 4                          | [ 342 ] [ 343 ] |
| Cerro Negro de Mayasquer | stratovulkán       | 4 445     | 0°49′26″ s. š., 77°57′58″ z. d. | 1936            | 2                          | [ 344 ] [ 345 ] |
| Cumbal                   | stratovulkán       | 4 764     | 0°57′22″ s. š., 77°53′10″ z. d. | 1926            | 2                          | [ 346 ] [ 347 ] |
| Doña Juana               | stratovulkán       | 4 137     | 1°30′ s. š., 76°56′10″ z. d.    | 1906            | 4                          | [ 348 ] [ 349 ] |
| Galeras                  | vulkanický komplex | 4 276     | 1°13′16″ s. š., 77°21′32″ z. d. | 2014            | 3                          | [ 350 ] [ 351 ] |
| Machín                   | stratovulkán       | 2 749     | 4°29′10″ s. š., 75°23′20″ z. d. | ~1180           | ???                        | [ 352 ] [ 353 ] |
| Nevado del Huila         | stratovulkán       | 5 364     | 2°55′44″ s. š., 76°1′41″ z. d.  | 2012            | 3 (?)                      | [ 354 ] [ 355 ] |
| Nevado del Ruiz          | stratovulkán       | 5 321     | 4°52′55″ s. š., 75°19′1″ z. d.  | 2023            | 4                          | [ 356 ] [ 357 ] |
| Nevado del Tolima        | stratovulkán       | 5 215 (?) | 4°39′29″ s. š., 75°19′44″ z. d. | 1943            | 5 (?)                      | [ 358 ] [ 359 ] |
| Petacas                  | lávový dóm         | 4 054     | 1°34′12″ s. š., 76°46′48″ z. d. | ???             | ???                        | [ 360 ] [ 361 ] |
| Puracé                   | stratovulkán       | 4 650     | 2°18′50″ s. š., 76°23′42″ z. d. | 2022            | 3                          | [ 362 ] [ 363 ] |
| Romeral                  | stratovulkán       | 3 858     | 5°12′18″ s. š., 75°21′47″ z. d. | ~5390 př. n. l. | 4                          | [ 364 ] [ 365 ] |
| Santa Isabel             | štítová sopka      | 4 950     | 4°48′25″ s. š., 75°22′16″ z. d. | ~850 př. n. l.  | ???                        | [ 366 ] [ 367 ] |
| Sotará                   | stratovulkán       | 4 400     | 2°6′22″ s. š., 76°35′28″ z. d.  | ???             | ???                        | [ 368 ] [ 369 ] |

- Cumbal
- Galeras
- Machín
- Puracé

## Peru
| Název                 | Forma              | Výška (m) | Souřadnice                       | Poslední erupce | Nejmohutnější erupce (VEI) | Reference       |
| --------------------- | ------------------ | --------- | -------------------------------- | --------------- | -------------------------- | --------------- |
| Cerro Auquihuato      | sypaný kužel       | 4 980     | 15°4′23″ j. š., 73°11′24″ z. d.  | ???             | ???                        | [ 370 ] [ 371 ] |
| Coropuna              | stratovulkán       | 6 377     | 15°31′12″ j. š., 72°39′29″ z. d. | ???             | ???                        | [ 372 ] [ 373 ] |
| El Misti              | stratovulkán       | 5 822     | 16°18′ j. š., 71°24′18″ z. d.    | 1985            | 4 (?)                      | [ 374 ] [ 375 ] |
| Huaynaputina          | stratovulkán       | 4 850     | 16°36′36″ j. š., 70°51′ z. d.    | 1600            | 6                          | [ 376 ] [ 377 ] |
| Nevado Chachani       | stratovulkán       | 6 057     | 16°11′38″ j. š., 71°31′55″ z. d. | ???             | ???                        | [ 378 ] [ 379 ] |
| Nevados Casiri        | vulkanický komplex | 5 650     | 17°28′19″ j. š., 69°48′14″ z. d. | ???             | ???                        | [ 380 ] [ 381 ] |
| Quimsachata           | vulkanický komplex | 3 923     | 14°12′ j. š., 71°19′48″ z. d.    | ~4450 př. n. l. | ???                        | [ 382 ] [ 383 ] |
| Sabancaya             | stratovulkán       | 5 967     | 15°47′13″ j. š., 71°51′25″ z. d. | 2023            | 3                          | [ 384 ] [ 385 ] |
| Sara Sara             | stratovulkán       | 5 522     | 15°19′30″ j. š., 73°27′ z. d.    | ???             | ???                        | [ 386 ] [ 387 ] |
| Ticsani               | lávové dómy        | 5 408     | 16°45′36″ j. š., 70°36′ z. d.    | ~1800           | ???                        | [ 388 ] [ 389 ] |
| Tutupaca              | stratovulkán       | 5 815     | 17°1′48″ j. š., 70°21′36″ z. d.  | 1902 (?)        | ???                        | [ 390 ] [ 391 ] |
| Ubinas                | stratovulkán       | 5 672     | 16°20′53″ j. š., 70°54′ z. d.    | 2023            | 5                          | [ 392 ] [ 393 ] |
| Valle de los Volcanes | vulkanické pole    | 4 713     | 15°25′ j. š., 72°20′0″ z. d.     | ???             | ???                        |                 |
| Yucamane              | stratovulkán       | 5 550     | 17°10′55″ j. š., 70°11′53″ z. d. | ~1320 př. n. l. | ???                        | [ 394 ] [ 395 ] |

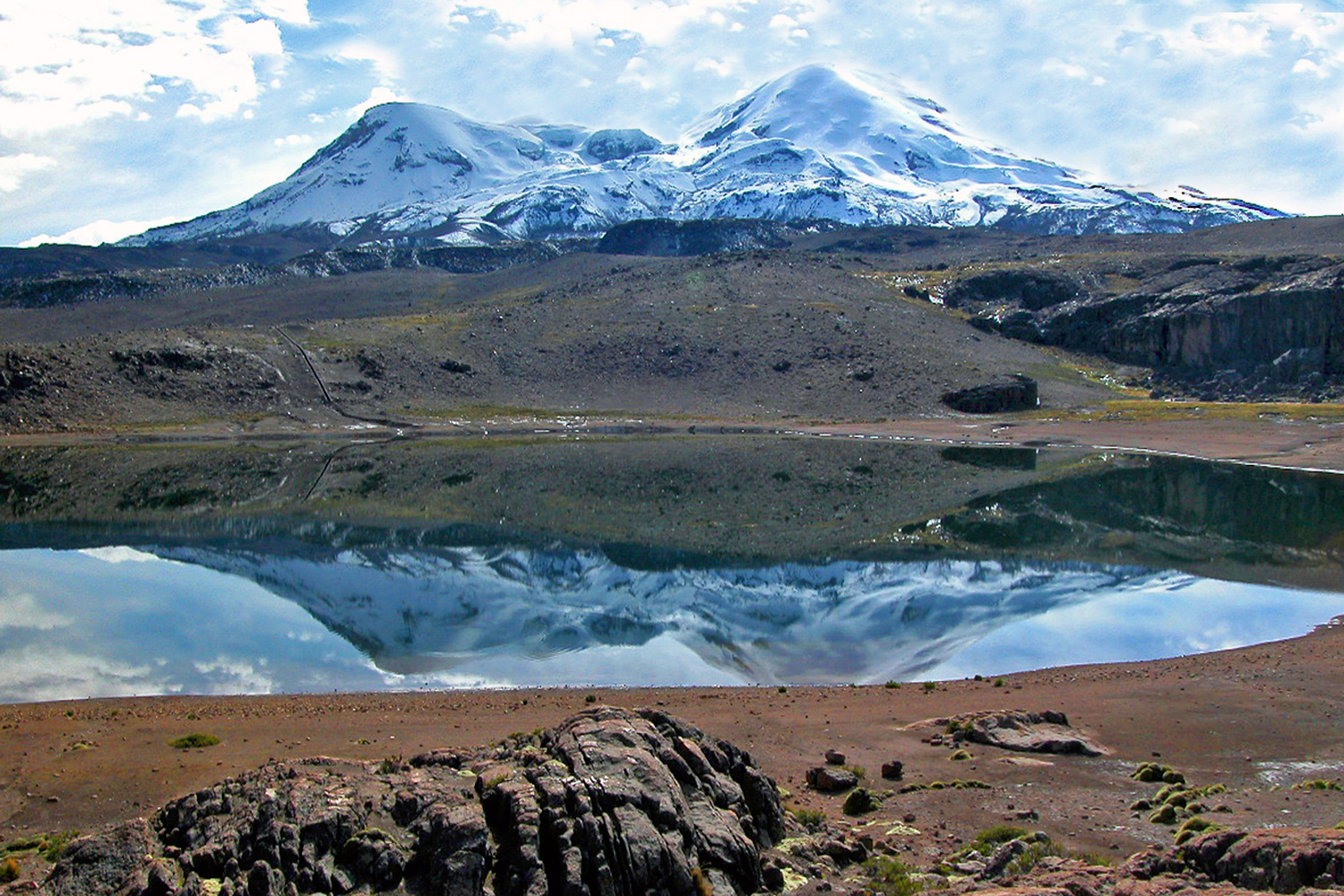
Coropuna
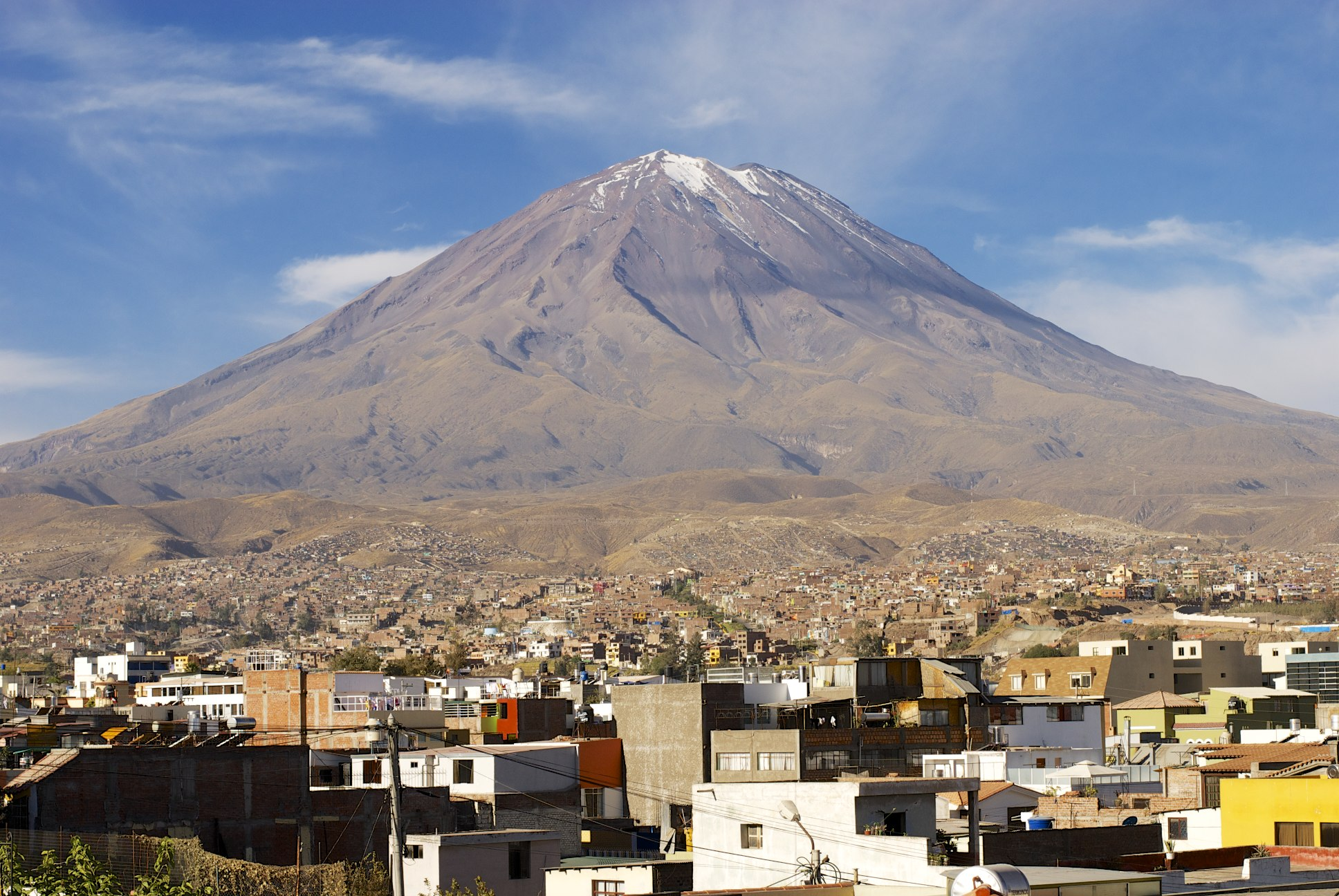
El Misti
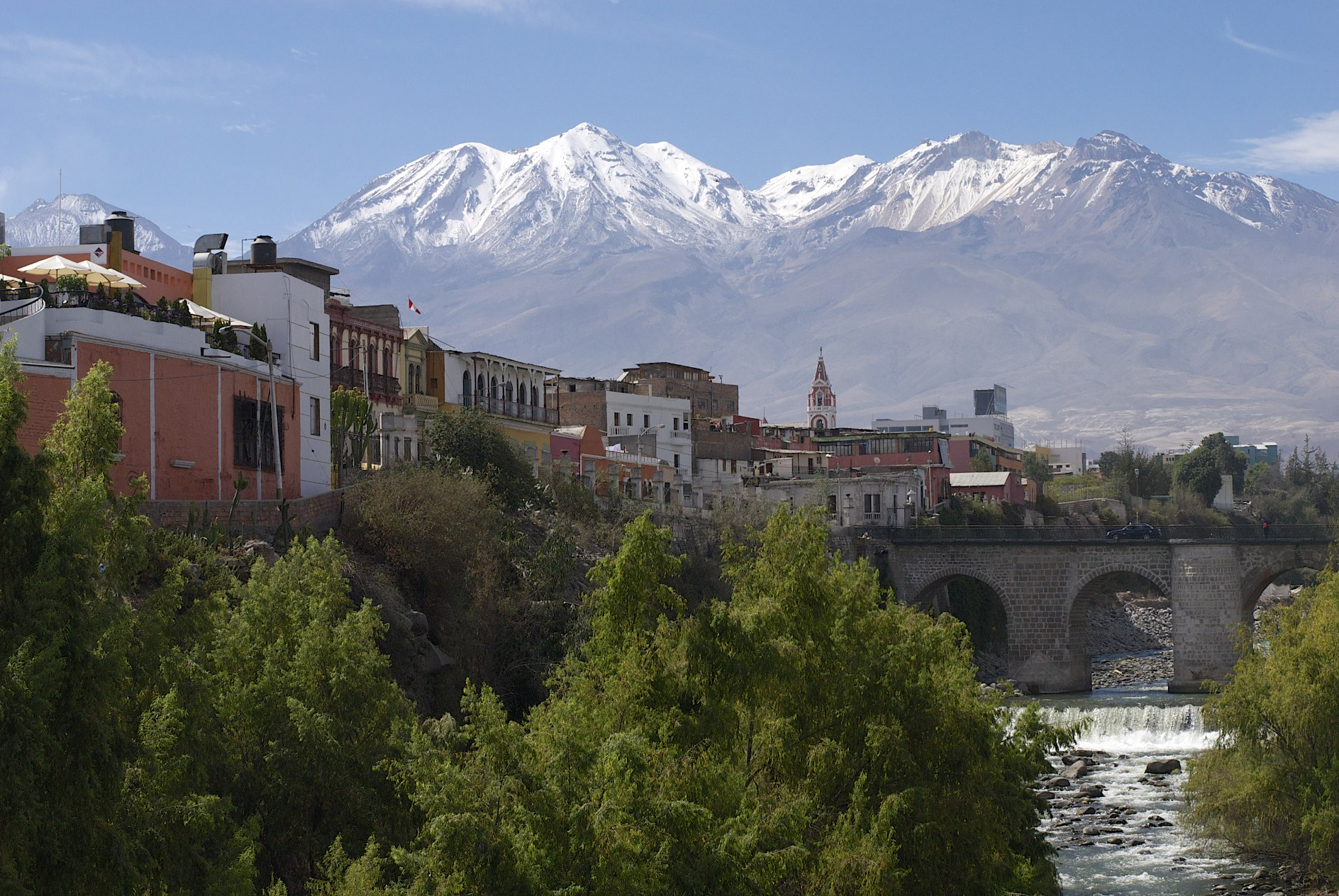
Nevado Chachani
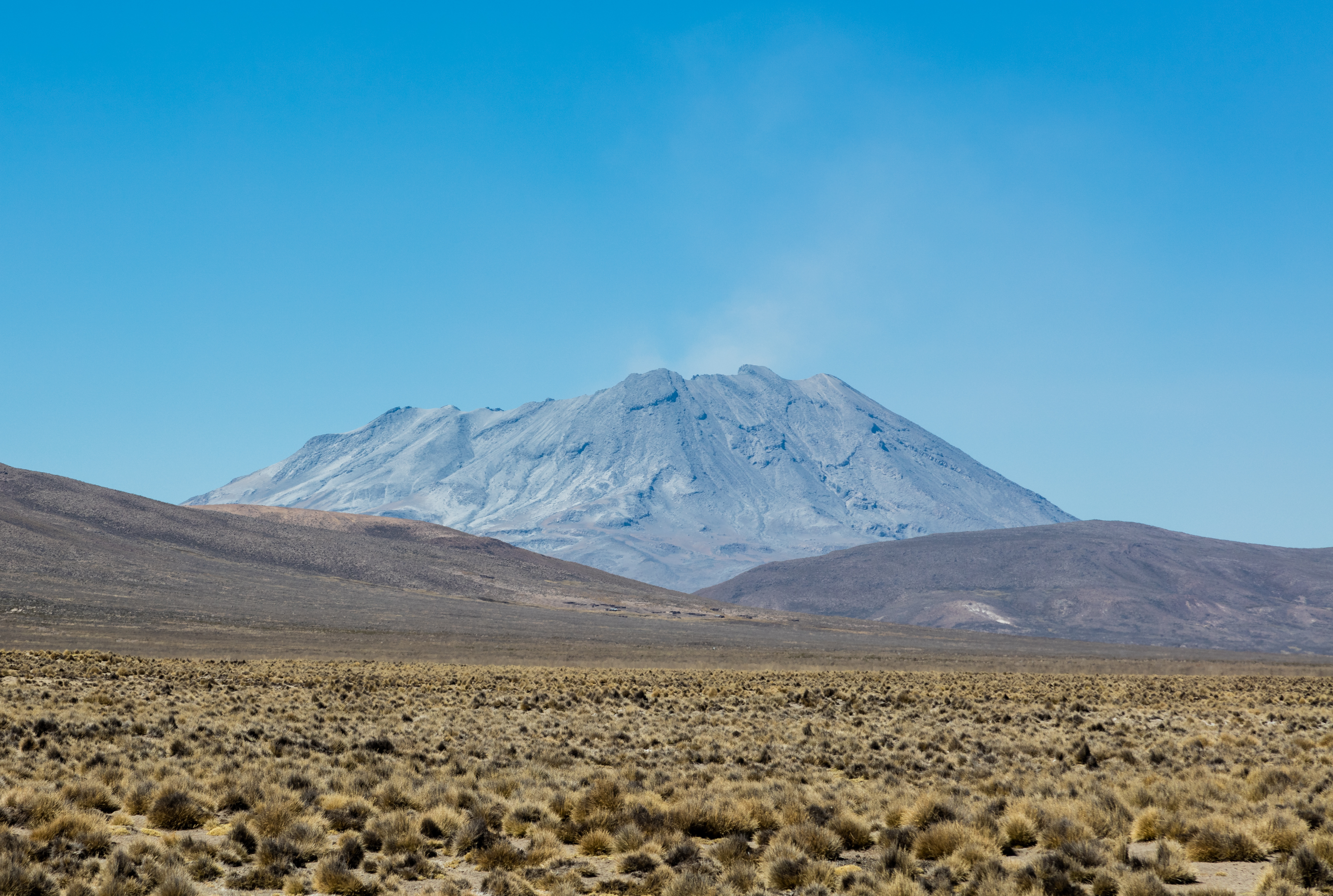
Ubinas
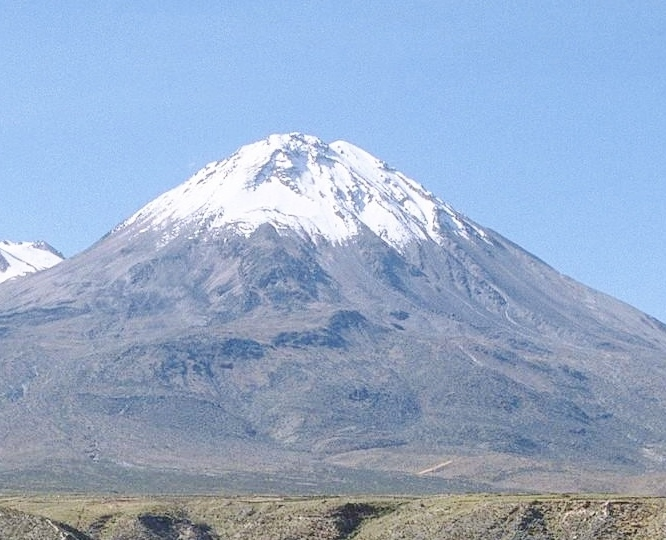
Yucamane